# Världsmästerskapet i fotboll 2014
Världsmästerskapet i fotboll 2014 (portugisiska Copa do Mundo FIFA, engelska FIFA World Cup) spelades i Brasilien mellan 12 juni och 13 juli 2014. Fifas rotationssystem garanterade Sydamerika arrangörskapet, och det officiella beslutet att tilldela Brasilien värdskapet togs av Fifa på ett möte i Zürich den 30 oktober 2007. Det var herrarnas 20:e VM-turnering genom tiderna.
2014 var året då det brasilianska fotbollsförbundet CBF firade 100-årsjubileum. Turneringens matcher spelades av 32 kvalificerade lag på 12 olika arenor i lika många städer. De flesta arenor var ombyggda eller helt nya konstruktioner; till den senare kategorin hörde Arena de São Paulo och Arena Amazônia. Av de 12 tävlingsorterna nyttjade 10 brasiliansk standardtid (UTC−03) och 2 amazonisk tid (UTC–04).
Även Argentina och Chile var intresserade av att samarrangera evenemanget. Tidigare fanns även intresse från Colombia, som den 11 april 2007 dock meddelade att de drog tillbaka sin ansökan.
Inför VM toppade Spanien FIFA:s världsranking, medan Brasilien var spelbolagens favorit att vinna VM.

## Kvalspel
Kvalspelet ägde rum från hösten 2012 till hösten 2013, uppdelat på kvalturneringar för varje kontinent. Lottningen av kvalspelet ägde rum 30 juli 2011.
Lagen tävlade inom varje kontinent/grupp om totalt 29 direktplatser till VM-slutspelet (Brasilien var direktkvalificerat som värdland), medan 4 lag fick mötas i interkontinentala kval om resterande 2 platser till slutspelet.

### Kvalificerade lag

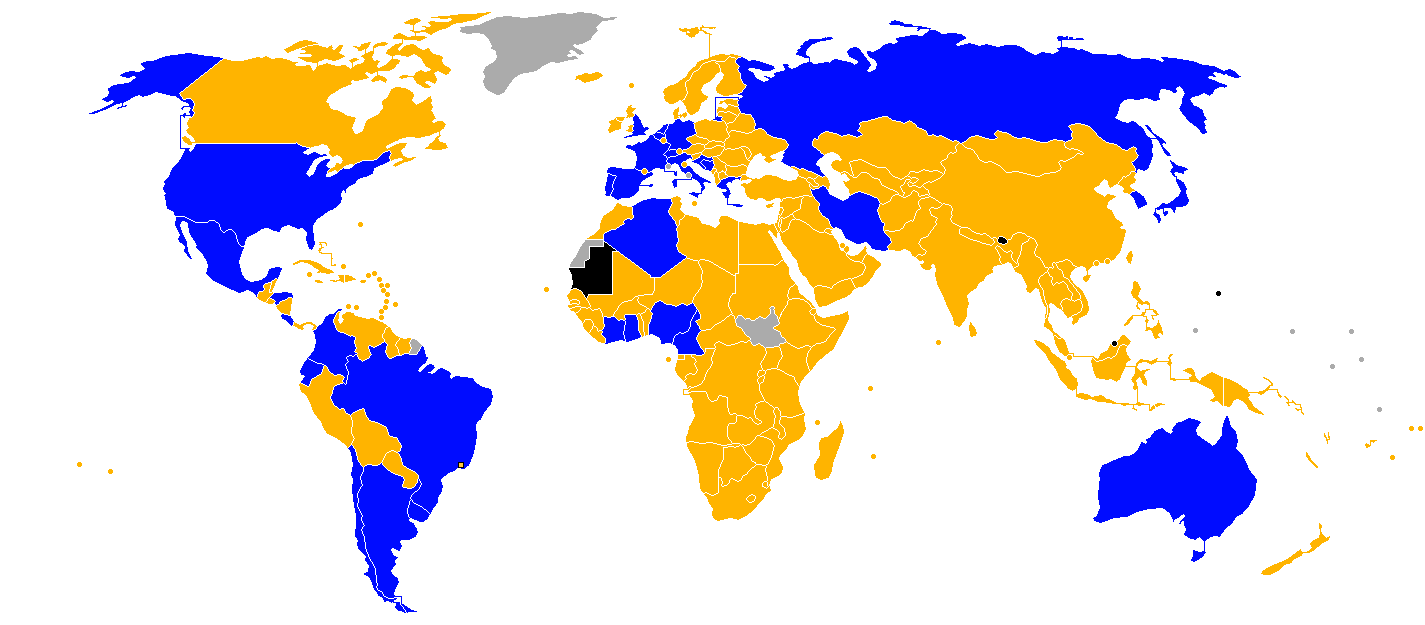
Kvalificerade lag till VM 2014
Ej kvalificerade lag till VM 2014
Deltog ej i kvalspel
Nation ej medlem i FIFA

Siffror inom parentes angav lagets ställning i Fifas världsranking för oktober 2013, som användes vid lagens uppdelning vid grupplottningen.
| AFC (Asien) - Australien (44) - Iran (48) - Japan (57) - Sydkorea (56) CAF (Afrika) - Algeriet (32) - Elfenbenskusten (17) - Ghana (23) - Kamerun (59) - Nigeria (33) | CONCACAF (Nord- och Centralamerika) - Costa Rica (31) - Honduras (34) - Mexiko (24) - USA (13) CONMEBOL (Sydamerika) - Argentina (3) - Brasilien (11) (värd) - Chile (12) - Colombia (4) - Ecuador (22) - Uruguay (6) | UEFA (Europa) - Belgien (5) - Bosnien och Hercegovina (16) - England (10) - Frankrike (21) - Grekland (15) - Italien (9) - Kroatien (18) - Nederländerna (8) - Portugal (14) - Ryssland (19) - Schweiz (7) - Spanien (1) - Tyskland (2) |  |

## Spelorter
Den 31 maj 2009 tillkännagavs vilka orter som skulle få arrangera matcherna under VM 2014.
| Brasilien 2014                        | Brasilien 2014 | Brasilien 2014 | Brasilien 2014                      |
| Rio de Janeiro                        | Brasília | São Paulo | Fortaleza                           |
| ------------------------------------- | --- | --- | ----------------------------------- |
| Estádio do Maracanã Kapacitet: 74 738 | Estádio Nacional de Brasília Kapacitet: 69 349                                                                                  | Arena de São Paulo Kapacitet: 62 601                                                                                            | Estádio Castelão Kapacitet: 60 342  |
| Estádio do Maracanã                   | Estádio Nacional de Brasília | Arena de São Paulo | Castelão                            |
| Belo Horizonte                        | Manaus● Fortaleza● Natal● Recife● Salvador● Cuiabá● Brasília Belo Horizonte● Rio de 0Janeiro São Paulo● Curitiba● Porto Alegre● | Manaus● Fortaleza● Natal● Recife● Salvador● Cuiabá● Brasília Belo Horizonte● Rio de 0Janeiro São Paulo● Curitiba● Porto Alegre● | Porto Alegre                        |
| Estádio Mineirão Kapacitet: 58 170    | Manaus● Fortaleza● Natal● Recife● Salvador● Cuiabá● Brasília Belo Horizonte● Rio de 0Janeiro São Paulo● Curitiba● Porto Alegre● | Manaus● Fortaleza● Natal● Recife● Salvador● Cuiabá● Brasília Belo Horizonte● Rio de 0Janeiro São Paulo● Curitiba● Porto Alegre● | Estádio Beira-Rio Kapacitet: 43 394 |
| Estádio Mineirão                      | Manaus● Fortaleza● Natal● Recife● Salvador● Cuiabá● Brasília Belo Horizonte● Rio de 0Janeiro São Paulo● Curitiba● Porto Alegre● | Manaus● Fortaleza● Natal● Recife● Salvador● Cuiabá● Brasília Belo Horizonte● Rio de 0Janeiro São Paulo● Curitiba● Porto Alegre● | Estádio Beira-Rio                   |
| Salvador                              | Manaus● Fortaleza● Natal● Recife● Salvador● Cuiabá● Brasília Belo Horizonte● Rio de 0Janeiro São Paulo● Curitiba● Porto Alegre● | Manaus● Fortaleza● Natal● Recife● Salvador● Cuiabá● Brasília Belo Horizonte● Rio de 0Janeiro São Paulo● Curitiba● Porto Alegre● | Recife                              |
| Arena Fonte Nova Kapacitet: 51 900    | Manaus● Fortaleza● Natal● Recife● Salvador● Cuiabá● Brasília Belo Horizonte● Rio de 0Janeiro São Paulo● Curitiba● Porto Alegre● | Manaus● Fortaleza● Natal● Recife● Salvador● Cuiabá● Brasília Belo Horizonte● Rio de 0Janeiro São Paulo● Curitiba● Porto Alegre● | Arena Pernambuco Kapacitet: 42 610  |
| Arena Fonte Nova                      | Manaus● Fortaleza● Natal● Recife● Salvador● Cuiabá● Brasília Belo Horizonte● Rio de 0Janeiro São Paulo● Curitiba● Porto Alegre● | Manaus● Fortaleza● Natal● Recife● Salvador● Cuiabá● Brasília Belo Horizonte● Rio de 0Janeiro São Paulo● Curitiba● Porto Alegre● | Arena Pernambuco                    |
| Cuiabá                                | Manaus | Natal | Curitiba                            |
| Arena Pantanal Kapacitet: 41 112      | Arena Amazônia Kapacitet: 40 549                                                                                                | Arena das Dunas Kapacitet: 39 971                                                                                               | Arena da Baixada Kapacitet: 39 631  |
| Arena Pantanal                        | Arena Amazônia | Arena das Dunas | Arena da Baixada                    |

## Domare
I mars 2013 publicerade Fifa en preliminär lista på 52 domare från de sex fotbollsfederationerna. Den 14 januari 2014 publicerade Fifas domarkommitté en lista på 25 huvuddomare med två assisterande domare vardera, samt 16 domare som agerade fjärde- och femtedomare under matcherna. Totalt 91 domare från 43 nationer deltog i mästerskapet.

### Målkontrollsystem
För första gången användes ett system med mållinjeteknik under VM i fotboll för att hjälpa domaren att avgöra huruvida hela fotbollen hade passerat mållinjen eller inte. Det tyska företaget GoalControl utsågs till turneringens leverantör av systemet.

### Sprej
Under VM 2014 var det tillåtet för domarna att använda sprej för att markera var frisparksmuren skulle stå. Domaren sprejade samtidigt en linje i gräset vid bollen, så att vare sig frisparksmur eller boll skulle kunna flyttas i förhållande till den utdömda placeringen. Sprejen var en sorts skumsprej (jämför raklödder) som försvann av sig själv inom en minut. Skumsprejen har de senaste säsongerna använts inom brasiliansk och argentinsk fotboll, och den testades under U20-världsmästerskapet i fotboll 2013. Den kommer även att testas under Premier League 2014/2015.

## Spelartrupper
Lagen bestod av maximalt 23 spelare varav 3 målvakter. Samtliga lag skulle före turneringens start skicka in en provisorisk lista till Fifas sekretariat.
Alla spelare i ett lag skulle på förhand få en siffra mellan 1 och 23 sig tilldelade. Siffran 1 var reserverat för en av målvakterna. Spelarna tilläts att spela med högre spelarsiffror än 23 om de i klubblaget spelade med ett eget valt nummer. Lagen fick göra sena byten ifall någon spelare skulle bli allvarligt skadad, ända fram till 24 timmar före sin första match.

## Format

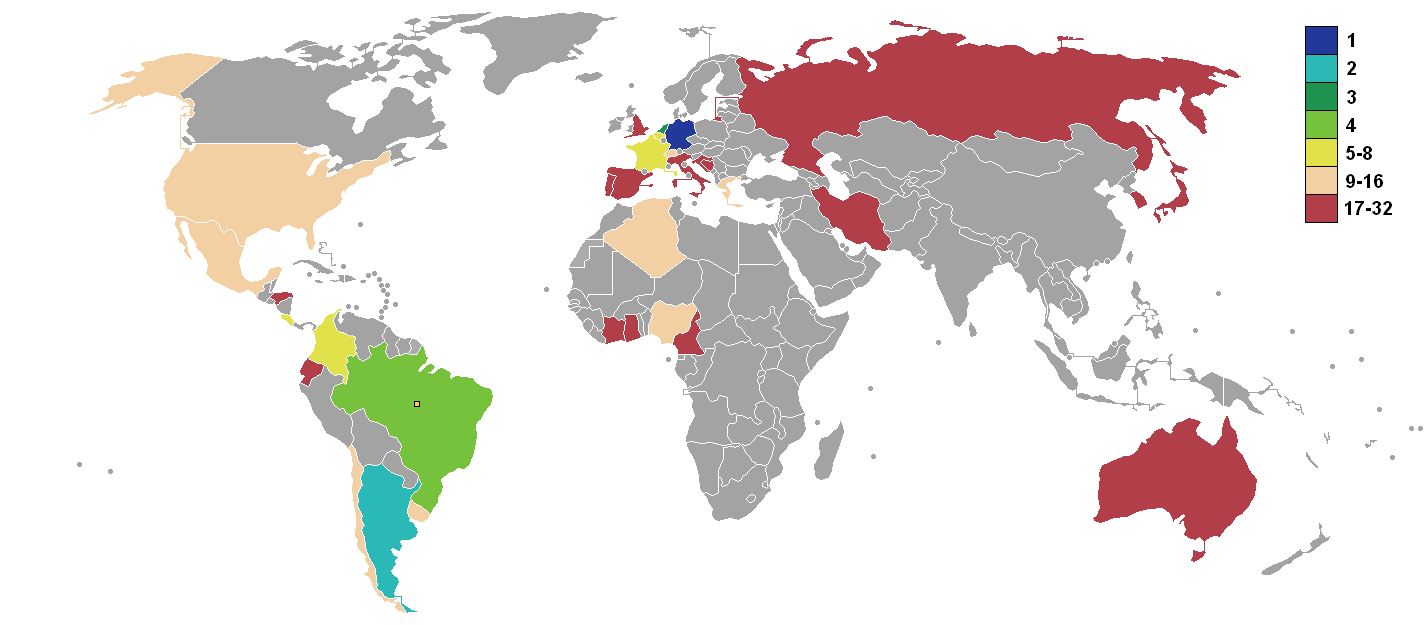
Vinnare av VM
Förlorade finalen
Vann bronsmatchen
Förlorade bronsmatchen
Avancerade till kvartsfinal
Avancerade till åttondelsfinal
Deltog (endast) i gruppspelet

Segraren och laget som hamnade på andraplats i gruppspelet avancerade till utslagsspelet.

### Turneringsformat
I det inledande gruppspelet möttes alla de fyra lagen i varje grupp. De två bäst placerade lagen gick därefter vidare till åttondelsfinal.
Tabellplaceringen av lagen i varje grupp baserades på:
1. Poängen i alla gruppmatcher, med 3 poäng vid vinst, 1 poäng vid oavgjort och 0 poäng vid förlust.
2. Målskillnad i alla gruppmatcher
3. Gjorda mål i alla gruppmatcher
4. Poäng i matcherna mellan likaplacerade lag
5. Målskillnad i matcherna mellan likaplacerade lag
6. Gjorda mål i matcherna mellan likaplacerade lag
7. Lottdragning

Den andra delen av VM var en cup (ett utslagsspel), där kvalificerade lag möttes i fyra omgångar – åttondelsfinal, kvartsfinal, semifinal och final. Förlorande lag i varje match spelade klart; förlorarna i semifinalerna möttes dock i match om tredjeplats. Oavgjort resultat i full matchtid följdes av två 15-minuters förlängningsperioder för att en vinnare skulle kunna utses. Om matchresultatet fortfarande var oavgjort, avslutades matchen med en straffsparksläggning.

### Matchschema
Matchschemat annonserades vid Fifas huvudkvarter i Zürich den 20 oktober 2011. Gruppspelsmatcherna spelades klockan 13:00, 16:00, 17:00, 18:00, 19:00 och 22:00 lokal tid, med utslagsmatcherna klockan 13:00 och 17:00 lokal tid.
Matcherna var listade enligt lokal tid. Detta innebar för tio av de tolv spelorterna brasiliansk standardtid (BRT UTC−3); matcherna i Cuiabá och Manaus listades enligt den lokala tidszonen i Amazonas (UTC−4).
Matchnumreringen var enligt den officiella. Detta innebar för vissa matcher att en match med ett högre matchnummer spelades före en med ett lägre matchnummer.

## Gruppspel

### Grupp A
| Nr | Lag       | S | V | O | F | GM | IM | MS | P |
| -- | --------- | - | - | - | - | -- | -- | -- | - |
| 1  | Brasilien | 3 | 2 | 1 | 0 | 7  | 2  | +5 | 7 |
| 2  | Mexiko    | 3 | 2 | 1 | 0 | 4  | 1  | +3 | 7 |
| 3  | Kroatien  | 3 | 1 | 0 | 2 | 6  | 6  | 0  | 3 |
| 4  | Kamerun   | 3 | 0 | 0 | 3 | 1  | 9  | −8 | 0 |

| 1           | 12 juni 2014 | Brasilien                        | 3 – 1           | Kroatien                  | Arena de São Paulo                                        |                                                           |
| 17:00 UTC−3 | 17:00 UTC−3  | Neymar 28′, 70′ (str.) Oscar 90′ | (1 – 1) Rapport | 10′ (sjm.) Marcelo Vieira | São Paulo Publik: 62 103 Domare: Yuichi Nishimura (Japan) | São Paulo Publik: 62 103 Domare: Yuichi Nishimura (Japan) |
| 17:00 UTC−3 | 17:00 UTC−3  |                                  |                 |                           | São Paulo Publik: 62 103 Domare: Yuichi Nishimura (Japan) | São Paulo Publik: 62 103 Domare: Yuichi Nishimura (Japan) |
| 17:00 UTC−3 | 17:00 UTC−3  |                                  |                 |                           | São Paulo Publik: 62 103 Domare: Yuichi Nishimura (Japan) | São Paulo Publik: 62 103 Domare: Yuichi Nishimura (Japan) |

| 2           | 13 juni 2014 | Mexiko            | 1 – 0           | Kamerun | Arena das Dunas                                       |                                                       |
| 13:00 UTC−3 | 13:00 UTC−3  | Oribe Peralta 60′ | (0 – 0) Rapport |         | Natal Publik: 39 216 Domare: Wilmar Roldán (Colombia) | Natal Publik: 39 216 Domare: Wilmar Roldán (Colombia) |
| 13:00 UTC−3 | 13:00 UTC−3  |                   |                 |         | Natal Publik: 39 216 Domare: Wilmar Roldán (Colombia) | Natal Publik: 39 216 Domare: Wilmar Roldán (Colombia) |
| 13:00 UTC−3 | 13:00 UTC−3  |                   |                 |         | Natal Publik: 39 216 Domare: Wilmar Roldán (Colombia) | Natal Publik: 39 216 Domare: Wilmar Roldán (Colombia) |

| 17          | 17 juni 2014 | Brasilien | 0 – 0   | Mexiko | Castelão                                                |                                                         |
| 16:00 UTC−3 | 16:00 UTC−3  |           | Rapport |        | Fortaleza Publik: 60 342 Domare: Cüneyt Çakır (Turkiet) | Fortaleza Publik: 60 342 Domare: Cüneyt Çakır (Turkiet) |
| 16:00 UTC−3 | 16:00 UTC−3  |           |         |        | Fortaleza Publik: 60 342 Domare: Cüneyt Çakır (Turkiet) | Fortaleza Publik: 60 342 Domare: Cüneyt Çakır (Turkiet) |
| 16:00 UTC−3 | 16:00 UTC−3  |           |         |        | Fortaleza Publik: 60 342 Domare: Cüneyt Çakır (Turkiet) | Fortaleza Publik: 60 342 Domare: Cüneyt Çakır (Turkiet) |

| 18          | 18 juni 2014 | Kamerun | 0 – 4           | Kroatien                                                 | Arena da Amazônia                                      |                                                        |
| 18:00 UTC−4 | 18:00 UTC−4  |         | (0 – 1) Rapport | 10′ Ivica Olić 47′ Ivan Perišić 60′, 72′ Mario Mandžukić | Manaus Publik: 39 982 Domare: Pedro Proença (Portugal) | Manaus Publik: 39 982 Domare: Pedro Proença (Portugal) |
| 18:00 UTC−4 | 18:00 UTC−4  |         |                 |                                                          | Manaus Publik: 39 982 Domare: Pedro Proença (Portugal) | Manaus Publik: 39 982 Domare: Pedro Proença (Portugal) |
| 18:00 UTC−4 | 18:00 UTC−4  |         |                 |                                                          | Manaus Publik: 39 982 Domare: Pedro Proença (Portugal) | Manaus Publik: 39 982 Domare: Pedro Proença (Portugal) |

| 33          | 23 juni 2014 | Kamerun        | 1 – 4           | Brasilien                                | Estádio Nacional Mané Garrincha                          |                                                          |
| 17:00 UTC−3 | 17:00 UTC−3  | Joël Matip 25′ | (1 – 2) Rapport | 16′, 34′ Neymar 48′ Fred 83′ Fernandinho | Brasília Publik: 69 112 Domare: Jonas Eriksson (Sverige) | Brasília Publik: 69 112 Domare: Jonas Eriksson (Sverige) |
| 17:00 UTC−3 | 17:00 UTC−3  |                |                 |                                          | Brasília Publik: 69 112 Domare: Jonas Eriksson (Sverige) | Brasília Publik: 69 112 Domare: Jonas Eriksson (Sverige) |
| 17:00 UTC−3 | 17:00 UTC−3  |                |                 |                                          | Brasília Publik: 69 112 Domare: Jonas Eriksson (Sverige) | Brasília Publik: 69 112 Domare: Jonas Eriksson (Sverige) |

| 34          | 23 juni 2014 | Kroatien         | 1 – 3           | Mexiko                                                      | Arena Pernambuco                                           |                                                            |
| 17:00 UTC−3 | 17:00 UTC−3  | Ivan Perišić 86′ | (0 – 0) Rapport | 71′ Rafael Márquez 74′ Andrés Guardado 81′ Javier Hernández | Recife Publik: 41 212 Domare: Ravsjan Irmatov (Uzbekistan) | Recife Publik: 41 212 Domare: Ravsjan Irmatov (Uzbekistan) |
| 17:00 UTC−3 | 17:00 UTC−3  |                  |                 |                                                             | Recife Publik: 41 212 Domare: Ravsjan Irmatov (Uzbekistan) | Recife Publik: 41 212 Domare: Ravsjan Irmatov (Uzbekistan) |
| 17:00 UTC−3 | 17:00 UTC−3  |                  |                 |                                                             | Recife Publik: 41 212 Domare: Ravsjan Irmatov (Uzbekistan) | Recife Publik: 41 212 Domare: Ravsjan Irmatov (Uzbekistan) |

### Grupp B
| Nr | Lag           | S | V | O | F | GM | IM | MS | P |
| -- | ------------- | - | - | - | - | -- | -- | -- | - |
| 1  | Nederländerna | 3 | 3 | 0 | 0 | 10 | 3  | +7 | 9 |
| 2  | Chile         | 3 | 2 | 0 | 1 | 5  | 3  | +2 | 6 |
| 3  | Spanien       | 3 | 1 | 0 | 2 | 4  | 7  | −3 | 3 |
| 4  | Australien    | 3 | 0 | 0 | 3 | 3  | 9  | −6 | 0 |

| 3           | 13 juni 2014 | Spanien                | 1 – 5           | Nederländerna                                                      | Arena Fonte Nova                                         |                                                          |
| 16:00 UTC−3 | 16:00 UTC−3  | Xabi Alonso 26′ (str.) | (1 – 1) Rapport | 43′, 71′ Robin van Persie 52′, 79′ Arjen Robben 64′ Stefan de Vrij | Salvador Publik: 48 173 Domare: Nicola Rizzoli (Italien) | Salvador Publik: 48 173 Domare: Nicola Rizzoli (Italien) |
| 16:00 UTC−3 | 16:00 UTC−3  |                        |                 |                                                                    | Salvador Publik: 48 173 Domare: Nicola Rizzoli (Italien) | Salvador Publik: 48 173 Domare: Nicola Rizzoli (Italien) |
| 16:00 UTC−3 | 16:00 UTC−3  |                        |                 |                                                                    | Salvador Publik: 48 173 Domare: Nicola Rizzoli (Italien) | Salvador Publik: 48 173 Domare: Nicola Rizzoli (Italien) |

| 4           | 13 juni 2014 | Chile                                                       | 3 – 1           | Australien     | Arena Pantanal                                                  |                                                                 |
| 18:00 UTC−4 | 18:00 UTC−4  | Alexis Sánchez 11′ Jorge Valdivia 13′ Jean Beausejour 90+1′ | (2 – 1) Rapport | 34′ Tim Cahill | Cuiabá Publik: 40 275 Domare: Noumandiez Doué (Elfenbenskusten) | Cuiabá Publik: 40 275 Domare: Noumandiez Doué (Elfenbenskusten) |
| 18:00 UTC−4 | 18:00 UTC−4  |                                                             |                 |                | Cuiabá Publik: 40 275 Domare: Noumandiez Doué (Elfenbenskusten) | Cuiabá Publik: 40 275 Domare: Noumandiez Doué (Elfenbenskusten) |
| 18:00 UTC−4 | 18:00 UTC−4  |                                                             |                 |                | Cuiabá Publik: 40 275 Domare: Noumandiez Doué (Elfenbenskusten) | Cuiabá Publik: 40 275 Domare: Noumandiez Doué (Elfenbenskusten) |

| 20          | 18 juni 2014 | Australien                             | 2 – 3           | Nederländerna                                           | Estádio Beira-Rio                                              |                                                                |
| 13:00 UTC−3 | 13:00 UTC−3  | Tim Cahill 20′ Mile Jedinak 53′ (str.) | (1 – 1) Rapport | 19′ Arjen Robben 57′ Robin van Persie 67′ Memphis Depay | Porto Alegre Publik: 42 877 Domare: Djamel Haimoudi (Algeriet) | Porto Alegre Publik: 42 877 Domare: Djamel Haimoudi (Algeriet) |
| 13:00 UTC−3 | 13:00 UTC−3  |                                        |                 |                                                         | Porto Alegre Publik: 42 877 Domare: Djamel Haimoudi (Algeriet) | Porto Alegre Publik: 42 877 Domare: Djamel Haimoudi (Algeriet) |
| 13:00 UTC−3 | 13:00 UTC−3  |                                        |                 |                                                         | Porto Alegre Publik: 42 877 Domare: Djamel Haimoudi (Algeriet) | Porto Alegre Publik: 42 877 Domare: Djamel Haimoudi (Algeriet) |

| 19          | 18 juni 2014 | Spanien | 0 – 2           | Chile                                   | Maracanã                                                |                                                         |
| 16:00 UTC−3 | 16:00 UTC−3  |         | (0 – 2) Rapport | 19′ Eduardo Vargas 42′ Charles Aránguiz | Rio de Janeiro Publik: 74 101 Domare: Mark Geiger (USA) | Rio de Janeiro Publik: 74 101 Domare: Mark Geiger (USA) |
| 16:00 UTC−3 | 16:00 UTC−3  |         |                 |                                         | Rio de Janeiro Publik: 74 101 Domare: Mark Geiger (USA) | Rio de Janeiro Publik: 74 101 Domare: Mark Geiger (USA) |
| 16:00 UTC−3 | 16:00 UTC−3  |         |                 |                                         | Rio de Janeiro Publik: 74 101 Domare: Mark Geiger (USA) | Rio de Janeiro Publik: 74 101 Domare: Mark Geiger (USA) |

| 35          | 23 juni 2014 | Australien | 0 – 3           | Spanien                                           | Arena da Baixada                                          |                                                           |
| 13:00 UTC−3 | 13:00 UTC−3  |            | (0 – 1) Rapport | 35′ David Villa 68′ Fernando Torres 81′ Juan Mata | Curitiba Publik: 39 375 Domare: Nawaf Shukralla (Bahrain) | Curitiba Publik: 39 375 Domare: Nawaf Shukralla (Bahrain) |
| 13:00 UTC−3 | 13:00 UTC−3  |            |                 |                                                   | Curitiba Publik: 39 375 Domare: Nawaf Shukralla (Bahrain) | Curitiba Publik: 39 375 Domare: Nawaf Shukralla (Bahrain) |
| 13:00 UTC−3 | 13:00 UTC−3  |            |                 |                                                   | Curitiba Publik: 39 375 Domare: Nawaf Shukralla (Bahrain) | Curitiba Publik: 39 375 Domare: Nawaf Shukralla (Bahrain) |

| 36          | 23 juni 2014 | Nederländerna                     | 2 – 0           | Chile | Arena de São Paulo                                       |                                                          |
| 13:00 UTC−3 | 13:00 UTC−3  | Leroy Fer 76′ Memphis Depay 90+1′ | (0 – 0) Rapport |       | São Paulo Publik: 62 996 Domare: Bakary Gassama (Gambia) | São Paulo Publik: 62 996 Domare: Bakary Gassama (Gambia) |
| 13:00 UTC−3 | 13:00 UTC−3  |                                   |                 |       | São Paulo Publik: 62 996 Domare: Bakary Gassama (Gambia) | São Paulo Publik: 62 996 Domare: Bakary Gassama (Gambia) |
| 13:00 UTC−3 | 13:00 UTC−3  |                                   |                 |       | São Paulo Publik: 62 996 Domare: Bakary Gassama (Gambia) | São Paulo Publik: 62 996 Domare: Bakary Gassama (Gambia) |

### Grupp C
| Nr | Lag             | S | V | O | F | GM | IM | MS | P |
| -- | --------------- | - | - | - | - | -- | -- | -- | - |
| 1  | Colombia        | 3 | 3 | 0 | 0 | 9  | 2  | +7 | 9 |
| 2  | Grekland        | 3 | 1 | 1 | 1 | 2  | 4  | −2 | 4 |
| 3  | Elfenbenskusten | 3 | 1 | 0 | 2 | 4  | 5  | −1 | 3 |
| 4  | Japan           | 3 | 0 | 1 | 2 | 2  | 6  | −4 | 1 |

| 5           | 14 juni 2014 | Colombia                                                    | 3 – 0           | Grekland | Mineirão                                                |                                                         |
| 13:00 UTC−3 | 13:00 UTC−3  | Pablo Armero 5′ Teófilo Gutiérrez 57′ James Rodríguez 90+2′ | (1 – 0) Rapport |          | Belo Horizonte Publik: 57 174 Domare: Mark Geiger (USA) | Belo Horizonte Publik: 57 174 Domare: Mark Geiger (USA) |
| 13:00 UTC−3 | 13:00 UTC−3  |                                                             |                 |          | Belo Horizonte Publik: 57 174 Domare: Mark Geiger (USA) | Belo Horizonte Publik: 57 174 Domare: Mark Geiger (USA) |
| 13:00 UTC−3 | 13:00 UTC−3  |                                                             |                 |          | Belo Horizonte Publik: 57 174 Domare: Mark Geiger (USA) | Belo Horizonte Publik: 57 174 Domare: Mark Geiger (USA) |

| 6           | 14 juni 2014 | Elfenbenskusten                | 2 – 1           | Japan             | Arena Pernambuco                                    |                                                     |
| 22:00 UTC−3 | 22:00 UTC−3  | Wilfried Bony 63′ Gervinho 65′ | (0 – 1) Rapport | 15′ Keisuke Honda | Recife Publik: 40 267 Domare: Enrique Osses (Chile) | Recife Publik: 40 267 Domare: Enrique Osses (Chile) |
| 22:00 UTC−3 | 22:00 UTC−3  |                                |                 |                   | Recife Publik: 40 267 Domare: Enrique Osses (Chile) | Recife Publik: 40 267 Domare: Enrique Osses (Chile) |
| 22:00 UTC−3 | 22:00 UTC−3  |                                |                 |                   | Recife Publik: 40 267 Domare: Enrique Osses (Chile) | Recife Publik: 40 267 Domare: Enrique Osses (Chile) |

| 21          | 19 juni 2014 | Colombia                                       | 2 – 1           | Elfenbenskusten | Estádio Nacional de Brasília                          |                                                       |
| 13:00 UTC−3 | 13:00 UTC−3  | James Rodríguez 63′ Juan Fernando Quintero 69′ | (0 – 0) Rapport | 72′ Gervinho    | Brasília Publik: 68 748 Domare: Howard Webb (England) | Brasília Publik: 68 748 Domare: Howard Webb (England) |
| 13:00 UTC−3 | 13:00 UTC−3  |                                                |                 |                 | Brasília Publik: 68 748 Domare: Howard Webb (England) | Brasília Publik: 68 748 Domare: Howard Webb (England) |
| 13:00 UTC−3 | 13:00 UTC−3  |                                                |                 |                 | Brasília Publik: 68 748 Domare: Howard Webb (England) | Brasília Publik: 68 748 Domare: Howard Webb (England) |

| 22          | 19 juni 2014 | Japan | 0 – 0   | Grekland | Arena das Dunas                                         |                                                         |
| 19:00 UTC−3 | 19:00 UTC−3  |       | Rapport |          | Natal Publik: 39 485 Domare: Joel Aguilar (El Salvador) | Natal Publik: 39 485 Domare: Joel Aguilar (El Salvador) |
| 19:00 UTC−3 | 19:00 UTC−3  |       |         |          | Natal Publik: 39 485 Domare: Joel Aguilar (El Salvador) | Natal Publik: 39 485 Domare: Joel Aguilar (El Salvador) |
| 19:00 UTC−3 | 19:00 UTC−3  |       |         |          | Natal Publik: 39 485 Domare: Joel Aguilar (El Salvador) | Natal Publik: 39 485 Domare: Joel Aguilar (El Salvador) |

| 37          | 24 juni 2014 | Japan              | 1 – 4           | Colombia                                                               | Arena Pantanal                                         |                                                        |
| 16:00 UTC−4 | 16:00 UTC−4  | Shinji Okazaki 45′ | (1 – 1) Rapport | 16′ (str.) Juan Cuadrado 54′, 81′ Jackson Martínez 89′ James Rodríguez | Cuiabá Publik: 40 340 Domare: Pedro Proença (Portugal) | Cuiabá Publik: 40 340 Domare: Pedro Proença (Portugal) |
| 16:00 UTC−4 | 16:00 UTC−4  |                    |                 |                                                                        | Cuiabá Publik: 40 340 Domare: Pedro Proença (Portugal) | Cuiabá Publik: 40 340 Domare: Pedro Proença (Portugal) |
| 16:00 UTC−4 | 16:00 UTC−4  |                    |                 |                                                                        | Cuiabá Publik: 40 340 Domare: Pedro Proença (Portugal) | Cuiabá Publik: 40 340 Domare: Pedro Proença (Portugal) |

| 38          | 24 juni 2014 | Grekland                                          | 2 – 1           | Elfenbenskusten  | Castelão                                               |                                                        |
| 17:00 UTC−3 | 17:00 UTC−3  | Andreas Samaris 41′ Georgios Samaras 90+2′ (str.) | (1 – 0) Rapport | 73′ Wilfred Bony | Fortaleza Publik: 59 095 Domare: Carlos Vera (Ecuador) | Fortaleza Publik: 59 095 Domare: Carlos Vera (Ecuador) |
| 17:00 UTC−3 | 17:00 UTC−3  |                                                   |                 |                  | Fortaleza Publik: 59 095 Domare: Carlos Vera (Ecuador) | Fortaleza Publik: 59 095 Domare: Carlos Vera (Ecuador) |
| 17:00 UTC−3 | 17:00 UTC−3  |                                                   |                 |                  | Fortaleza Publik: 59 095 Domare: Carlos Vera (Ecuador) | Fortaleza Publik: 59 095 Domare: Carlos Vera (Ecuador) |

### Grupp D
| Nr | Lag        | S | V | O | F | GM | IM | MS | P |
| -- | ---------- | - | - | - | - | -- | -- | -- | - |
| 1  | Costa Rica | 3 | 2 | 1 | 0 | 4  | 1  | +3 | 7 |
| 2  | Uruguay    | 3 | 2 | 0 | 1 | 4  | 4  | 0  | 6 |
| 3  | Italien    | 3 | 1 | 0 | 2 | 2  | 3  | −1 | 3 |
| 4  | England    | 3 | 0 | 1 | 2 | 2  | 4  | −2 | 1 |

| 7           | 14 juni 2014 | Uruguay                   | 1 – 3           | Costa Rica                                         | Castelão                                                |                                                         |
| 16:00 UTC−3 | 16:00 UTC−3  | Edinson Cavani 23′ (str.) | (1 – 0) Rapport | 53′ Joel Campbell 57′ Óscar Duarte 83′ Marco Ureña | Fortaleza Publik: 58 679 Domare: Felix Brych (Tyskland) | Fortaleza Publik: 58 679 Domare: Felix Brych (Tyskland) |
| 16:00 UTC−3 | 16:00 UTC−3  |                           |                 |                                                    | Fortaleza Publik: 58 679 Domare: Felix Brych (Tyskland) | Fortaleza Publik: 58 679 Domare: Felix Brych (Tyskland) |
| 16:00 UTC−3 | 16:00 UTC−3  |                           |                 |                                                    | Fortaleza Publik: 58 679 Domare: Felix Brych (Tyskland) | Fortaleza Publik: 58 679 Domare: Felix Brych (Tyskland) |

| 8           | 14 juni 2014 | England              | 1 – 2           | Italien                                   | Arena da Amazônia                                           |                                                             |
| 18:00 UTC−4 | 18:00 UTC−4  | Daniel Sturridge 36′ | (1 – 1) Rapport | 34′ Claudio Marchisio 49′ Mario Balotelli | Manaus Publik: 39 800 Domare: Björn Kuipers (Nederländerna) | Manaus Publik: 39 800 Domare: Björn Kuipers (Nederländerna) |
| 18:00 UTC−4 | 18:00 UTC−4  |                      |                 |                                           | Manaus Publik: 39 800 Domare: Björn Kuipers (Nederländerna) | Manaus Publik: 39 800 Domare: Björn Kuipers (Nederländerna) |
| 18:00 UTC−4 | 18:00 UTC−4  |                      |                 |                                           | Manaus Publik: 39 800 Domare: Björn Kuipers (Nederländerna) | Manaus Publik: 39 800 Domare: Björn Kuipers (Nederländerna) |

| 23          | 19 juni 2014 | Uruguay              | 2 – 1           | England          | Arena de São Paulo                                                 |                                                                    |
| 16:00 UTC−3 | 16:00 UTC−3  | Luis Suárez 38′, 84′ | (1 – 0) Rapport | 74′ Wayne Rooney | São Paulo Publik: 62 575 Domare: Carlos Velasco Carballo (Spanien) | São Paulo Publik: 62 575 Domare: Carlos Velasco Carballo (Spanien) |
| 16:00 UTC−3 | 16:00 UTC−3  |                      |                 |                  | São Paulo Publik: 62 575 Domare: Carlos Velasco Carballo (Spanien) | São Paulo Publik: 62 575 Domare: Carlos Velasco Carballo (Spanien) |
| 16:00 UTC−3 | 16:00 UTC−3  |                      |                 |                  | São Paulo Publik: 62 575 Domare: Carlos Velasco Carballo (Spanien) | São Paulo Publik: 62 575 Domare: Carlos Velasco Carballo (Spanien) |

| 24          | 20 juni 2014 | Italien | 0 – 1           | Costa Rica     | Arena Pernambuco                                    |                                                     |
| 13:00 UTC−3 | 13:00 UTC−3  |         | (0 – 1) Rapport | 43′ Bryan Ruiz | Recife Publik: 40 285 Domare: Enrique Osses (Chile) | Recife Publik: 40 285 Domare: Enrique Osses (Chile) |
| 13:00 UTC−3 | 13:00 UTC−3  |         |                 |                | Recife Publik: 40 285 Domare: Enrique Osses (Chile) | Recife Publik: 40 285 Domare: Enrique Osses (Chile) |
| 13:00 UTC−3 | 13:00 UTC−3  |         |                 |                | Recife Publik: 40 285 Domare: Enrique Osses (Chile) | Recife Publik: 40 285 Domare: Enrique Osses (Chile) |

| 39          | 24 juni 2014 | Italien | 0 – 1           | Uruguay         | Arena das Dunas                                               |                                                               |
| 13:00 UTC−3 | 13:00 UTC−3  |         | (0 – 0) Rapport | 80′ Diego Godín | Natal Publik: 39 706 Domare: Marco Antonio Rodríguez (Mexiko) | Natal Publik: 39 706 Domare: Marco Antonio Rodríguez (Mexiko) |
| 13:00 UTC−3 | 13:00 UTC−3  |         |                 |                 | Natal Publik: 39 706 Domare: Marco Antonio Rodríguez (Mexiko) | Natal Publik: 39 706 Domare: Marco Antonio Rodríguez (Mexiko) |
| 13:00 UTC−3 | 13:00 UTC−3  |         |                 |                 | Natal Publik: 39 706 Domare: Marco Antonio Rodríguez (Mexiko) | Natal Publik: 39 706 Domare: Marco Antonio Rodríguez (Mexiko) |

| 40          | 24 juni 2014 | Costa Rica | 0 – 0   | England | Mineirão                                                         |                                                                  |
| 13:00 UTC−3 | 13:00 UTC−3  |            | Rapport |         | Belo Horizonte Publik: 57 823 Domare: Djamel Haimoudi (Algeriet) | Belo Horizonte Publik: 57 823 Domare: Djamel Haimoudi (Algeriet) |
| 13:00 UTC−3 | 13:00 UTC−3  |            |         |         | Belo Horizonte Publik: 57 823 Domare: Djamel Haimoudi (Algeriet) | Belo Horizonte Publik: 57 823 Domare: Djamel Haimoudi (Algeriet) |
| 13:00 UTC−3 | 13:00 UTC−3  |            |         |         | Belo Horizonte Publik: 57 823 Domare: Djamel Haimoudi (Algeriet) | Belo Horizonte Publik: 57 823 Domare: Djamel Haimoudi (Algeriet) |

### Grupp E
| Nr | Lag       | S | V | O | F | GM | IM | MS | P |
| -- | --------- | - | - | - | - | -- | -- | -- | - |
| 1  | Frankrike | 3 | 2 | 1 | 0 | 8  | 2  | +6 | 7 |
| 2  | Schweiz   | 3 | 2 | 0 | 1 | 7  | 6  | +1 | 6 |
| 3  | Ecuador   | 3 | 1 | 1 | 1 | 3  | 3  | 0  | 4 |
| 4  | Honduras  | 3 | 0 | 0 | 3 | 1  | 8  | −7 | 0 |

| 9           | 15 juni 2014 | Schweiz                                 | 2 – 1           | Ecuador            | Estádio Nacional de Brasília                                 |                                                              |
| 13:00 UTC−3 | 13:00 UTC−3  | Admir Mehmedi 47′ Haris Seferović 90+2′ | (0 – 1) Rapport | 21′ Enner Valencia | Brasília Publik: 68 351 Domare: Ravsjan Irmatov (Uzbekistan) | Brasília Publik: 68 351 Domare: Ravsjan Irmatov (Uzbekistan) |
| 13:00 UTC−3 | 13:00 UTC−3  |                                         |                 |                    | Brasília Publik: 68 351 Domare: Ravsjan Irmatov (Uzbekistan) | Brasília Publik: 68 351 Domare: Ravsjan Irmatov (Uzbekistan) |
| 13:00 UTC−3 | 13:00 UTC−3  |                                         |                 |                    | Brasília Publik: 68 351 Domare: Ravsjan Irmatov (Uzbekistan) | Brasília Publik: 68 351 Domare: Ravsjan Irmatov (Uzbekistan) |

| 10          | 15 juni 2014 | Frankrike                                                | 3 – 0           | Honduras | Estádio Beira-Rio                                            |                                                              |
| 16:00 UTC−3 | 16:00 UTC−3  | Karim Benzema 44′ (str.), 71′ Noel Valladares 47′ (sjm.) | (1 – 0) Rapport |          | Porto Alegre Publik: 43 012 Domare: Sandro Ricci (Brasilien) | Porto Alegre Publik: 43 012 Domare: Sandro Ricci (Brasilien) |
| 16:00 UTC−3 | 16:00 UTC−3  |                                                          |                 |          | Porto Alegre Publik: 43 012 Domare: Sandro Ricci (Brasilien) | Porto Alegre Publik: 43 012 Domare: Sandro Ricci (Brasilien) |
| 16:00 UTC−3 | 16:00 UTC−3  |                                                          |                 |          | Porto Alegre Publik: 43 012 Domare: Sandro Ricci (Brasilien) | Porto Alegre Publik: 43 012 Domare: Sandro Ricci (Brasilien) |

| 25          | 20 juni 2014 | Schweiz                              | 2 – 5           | Frankrike                                                                                       | Arena Fonte Nova                                              |                                                               |
| 16:00 UTC−3 | 16:00 UTC−3  | Blerim Džemaili 80′ Granit Xhaka 86′ | (0 – 3) Rapport | 16′ Olivier Giroud 17′ Blaise Matuidi 39′ Mathieu Valbuena 66′ Karim Benzema 72′ Moussa Sissoko | Salvador Publik: 51 003 Domare: Björn Kuipers (Nederländerna) | Salvador Publik: 51 003 Domare: Björn Kuipers (Nederländerna) |
| 16:00 UTC−3 | 16:00 UTC−3  |                                      |                 |                                                                                                 | Salvador Publik: 51 003 Domare: Björn Kuipers (Nederländerna) | Salvador Publik: 51 003 Domare: Björn Kuipers (Nederländerna) |
| 16:00 UTC−3 | 16:00 UTC−3  |                                      |                 |                                                                                                 | Salvador Publik: 51 003 Domare: Björn Kuipers (Nederländerna) | Salvador Publik: 51 003 Domare: Björn Kuipers (Nederländerna) |

| 26          | 20 juni 2014 | Honduras         | 1 – 2           | Ecuador                 | Arena da Baixada                                          |                                                           |
| 19:00 UTC−3 | 19:00 UTC−3  | Carlo Costly 30′ | (1 – 1) Rapport | 33′, 64′ Enner Valencia | Curitiba Publik: 39 224 Domare: Ben Williams (Australien) | Curitiba Publik: 39 224 Domare: Ben Williams (Australien) |
| 19:00 UTC−3 | 19:00 UTC−3  |                  |                 |                         | Curitiba Publik: 39 224 Domare: Ben Williams (Australien) | Curitiba Publik: 39 224 Domare: Ben Williams (Australien) |
| 19:00 UTC−3 | 19:00 UTC−3  |                  |                 |                         | Curitiba Publik: 39 224 Domare: Ben Williams (Australien) | Curitiba Publik: 39 224 Domare: Ben Williams (Australien) |

| 41          | 25 juni 2014 | Honduras | 0 – 3           | Schweiz                      | Arena da Amazônia                                       |                                                         |
| 16:00 UTC−4 | 16:00 UTC−4  |          | (0 – 2) Rapport | 5′, 30′, 70′ Xherdan Shaqiri | Manaus Publik: 40 322 Domare: Néstor Pitana (Argentina) | Manaus Publik: 40 322 Domare: Néstor Pitana (Argentina) |
| 16:00 UTC−4 | 16:00 UTC−4  |          |                 |                              | Manaus Publik: 40 322 Domare: Néstor Pitana (Argentina) | Manaus Publik: 40 322 Domare: Néstor Pitana (Argentina) |
| 16:00 UTC−4 | 16:00 UTC−4  |          |                 |                              | Manaus Publik: 40 322 Domare: Néstor Pitana (Argentina) | Manaus Publik: 40 322 Domare: Néstor Pitana (Argentina) |

| 42          | 25 juni 2014 | Ecuador | 0 – 0   | Frankrike | Maracanã                                                                |                                                                         |
| 17:00 UTC−3 | 17:00 UTC−3  |         | Rapport |           | Rio de Janeiro Publik: 73 749 Domare: Noumandiez Doué (Elfenbenskusten) | Rio de Janeiro Publik: 73 749 Domare: Noumandiez Doué (Elfenbenskusten) |
| 17:00 UTC−3 | 17:00 UTC−3  |         |         |           | Rio de Janeiro Publik: 73 749 Domare: Noumandiez Doué (Elfenbenskusten) | Rio de Janeiro Publik: 73 749 Domare: Noumandiez Doué (Elfenbenskusten) |
| 17:00 UTC−3 | 17:00 UTC−3  |         |         |           | Rio de Janeiro Publik: 73 749 Domare: Noumandiez Doué (Elfenbenskusten) | Rio de Janeiro Publik: 73 749 Domare: Noumandiez Doué (Elfenbenskusten) |

### Grupp F
| Nr | Lag                     | S | V | O | F | GM | IM | MS | P |
| -- | ----------------------- | - | - | - | - | -- | -- | -- | - |
| 1  | Argentina               | 3 | 3 | 0 | 0 | 6  | 3  | +3 | 9 |
| 2  | Nigeria                 | 3 | 1 | 1 | 1 | 3  | 3  | 0  | 4 |
| 3  | Bosnien och Hercegovina | 3 | 1 | 0 | 2 | 4  | 4  | 0  | 3 |
| 4  | Iran                    | 3 | 0 | 1 | 2 | 1  | 4  | −3 | 1 |

| 11          | 15 juni 2014 | Argentina                                 | 2 – 1           | Bosnien och Hercegovina | Estádio do Maracanã                                              |                                                                  |
| 19:00 UTC−3 | 19:00 UTC−3  | Sead Kolašinac 2′ (sjm.) Lionel Messi 64′ | (1 – 0) Rapport | 84′ Vedad Ibišević      | Rio de Janeiro Publik: 74 738 Domare: Joel Aguilar (El Salvador) | Rio de Janeiro Publik: 74 738 Domare: Joel Aguilar (El Salvador) |
| 19:00 UTC−3 | 19:00 UTC−3  |                                           |                 |                         | Rio de Janeiro Publik: 74 738 Domare: Joel Aguilar (El Salvador) | Rio de Janeiro Publik: 74 738 Domare: Joel Aguilar (El Salvador) |
| 19:00 UTC−3 | 19:00 UTC−3  |                                           |                 |                         | Rio de Janeiro Publik: 74 738 Domare: Joel Aguilar (El Salvador) | Rio de Janeiro Publik: 74 738 Domare: Joel Aguilar (El Salvador) |

| 12          | 16 juni 2014 | Iran | 0 – 0   | Nigeria | Arena da Baixada                                      |                                                       |
| 16:00 UTC−3 | 16:00 UTC−3  |      | Rapport |         | Curitiba Publik: 39 081 Domare: Carlos Vera (Ecuador) | Curitiba Publik: 39 081 Domare: Carlos Vera (Ecuador) |
| 16:00 UTC−3 | 16:00 UTC−3  |      |         |         | Curitiba Publik: 39 081 Domare: Carlos Vera (Ecuador) | Curitiba Publik: 39 081 Domare: Carlos Vera (Ecuador) |
| 16:00 UTC−3 | 16:00 UTC−3  |      |         |         | Curitiba Publik: 39 081 Domare: Carlos Vera (Ecuador) | Curitiba Publik: 39 081 Domare: Carlos Vera (Ecuador) |

| 27          | 21 juni 2014 | Argentina        | 1 – 0           | Iran | Mineirão                                                      |                                                               |
| 13:00 UTC−3 | 13:00 UTC−3  | Lionel Messi 90′ | (0 – 0) Rapport |      | Belo Horizonte Publik: 57 698 Domare: Milorad Mažić (Serbien) | Belo Horizonte Publik: 57 698 Domare: Milorad Mažić (Serbien) |
| 13:00 UTC−3 | 13:00 UTC−3  |                  |                 |      | Belo Horizonte Publik: 57 698 Domare: Milorad Mažić (Serbien) | Belo Horizonte Publik: 57 698 Domare: Milorad Mažić (Serbien) |
| 13:00 UTC−3 | 13:00 UTC−3  |                  |                 |      | Belo Horizonte Publik: 57 698 Domare: Milorad Mažić (Serbien) | Belo Horizonte Publik: 57 698 Domare: Milorad Mažić (Serbien) |

| 28          | 21 juni 2014 | Nigeria              | 1 – 0           | Bosnien och Hercegovina | Arena Pantanal                                            |                                                           |
| 18:00 UTC−4 | 18:00 UTC−4  | Peter Odemwingie 28′ | (1 – 0) Rapport |                         | Cuiabá Publik: 40 499 Domare: Peter O'Leary (Nya Zeeland) | Cuiabá Publik: 40 499 Domare: Peter O'Leary (Nya Zeeland) |
| 18:00 UTC−4 | 18:00 UTC−4  |                      |                 |                         | Cuiabá Publik: 40 499 Domare: Peter O'Leary (Nya Zeeland) | Cuiabá Publik: 40 499 Domare: Peter O'Leary (Nya Zeeland) |
| 18:00 UTC−4 | 18:00 UTC−4  |                      |                 |                         | Cuiabá Publik: 40 499 Domare: Peter O'Leary (Nya Zeeland) | Cuiabá Publik: 40 499 Domare: Peter O'Leary (Nya Zeeland) |

| 43          | 25 juni 2014 | Nigeria            | 2 – 3           | Argentina                            | Estádio Beira-Rio                                            |                                                              |
| 13:00 UTC−3 | 13:00 UTC−3  | Ahmed Musa 3′, 46′ | (1 – 2) Rapport | 2′, 45′ Lionel Messi 49′ Marcos Rojo | Porto Alegre Publik: 43 285 Domare: Nicola Rizzoli (Italien) | Porto Alegre Publik: 43 285 Domare: Nicola Rizzoli (Italien) |
| 13:00 UTC−3 | 13:00 UTC−3  |                    |                 |                                      | Porto Alegre Publik: 43 285 Domare: Nicola Rizzoli (Italien) | Porto Alegre Publik: 43 285 Domare: Nicola Rizzoli (Italien) |
| 13:00 UTC−3 | 13:00 UTC−3  |                    |                 |                                      | Porto Alegre Publik: 43 285 Domare: Nicola Rizzoli (Italien) | Porto Alegre Publik: 43 285 Domare: Nicola Rizzoli (Italien) |

| 44          | 25 juni 2014 | Bosnien och Hercegovina                                | 3 – 1           | Iran                    | Arena Fonte Nova                                                  |                                                                   |
| 13:00 UTC−3 | 13:00 UTC−3  | Edin Džeko 22′ Miralem Pjanić 58′ Avdija Vršajević 82′ | (1 – 0) Rapport | 81′ Reza Ghoochannejhad | Salvador Publik: 48 011 Domare: Carlos Velasco Carballo (Spanien) | Salvador Publik: 48 011 Domare: Carlos Velasco Carballo (Spanien) |
| 13:00 UTC−3 | 13:00 UTC−3  |                                                        |                 |                         | Salvador Publik: 48 011 Domare: Carlos Velasco Carballo (Spanien) | Salvador Publik: 48 011 Domare: Carlos Velasco Carballo (Spanien) |
| 13:00 UTC−3 | 13:00 UTC−3  |                                                        |                 |                         | Salvador Publik: 48 011 Domare: Carlos Velasco Carballo (Spanien) | Salvador Publik: 48 011 Domare: Carlos Velasco Carballo (Spanien) |

### Grupp G
| Nr | Lag      | S | V | O | F | GM | IM | MS | P |
| -- | -------- | - | - | - | - | -- | -- | -- | - |
| 1  | Tyskland | 3 | 2 | 1 | 0 | 7  | 2  | +5 | 7 |
| 2  | USA      | 3 | 1 | 1 | 1 | 4  | 4  | 0  | 4 |
| 3  | Portugal | 3 | 1 | 1 | 1 | 4  | 7  | −3 | 4 |
| 4  | Ghana    | 3 | 0 | 1 | 2 | 4  | 6  | −2 | 1 |

| 13          | 16 juni 2014 | Tyskland                                              | 4 – 0           | Portugal | Arena Fonte Nova                                        |                                                         |
| 13:00 UTC−3 | 13:00 UTC−3  | Thomas Müller 12′ (str.), 45+1′, 78′ Mats Hummels 32′ | (2 – 0) Rapport |          | Salvador Publik: 51 081 Domare: Milorad Mažić (Serbien) | Salvador Publik: 51 081 Domare: Milorad Mažić (Serbien) |
| 13:00 UTC−3 | 13:00 UTC−3  |                                                       |                 |          | Salvador Publik: 51 081 Domare: Milorad Mažić (Serbien) | Salvador Publik: 51 081 Domare: Milorad Mažić (Serbien) |
| 13:00 UTC−3 | 13:00 UTC−3  |                                                       |                 |          | Salvador Publik: 51 081 Domare: Milorad Mažić (Serbien) | Salvador Publik: 51 081 Domare: Milorad Mažić (Serbien) |

| 14          | 16 juni 2014 | Ghana          | 1 – 2           | USA                                      | Arena das Dunas                                       |                                                       |
| 19:00 UTC−3 | 19:00 UTC−3  | André Ayew 82′ | (0 – 1) Rapport | 1′ Clint Dempsey 86′ John Anthony Brooks | Natal Publik: 39 760 Domare: Jonas Eriksson (Sverige) | Natal Publik: 39 760 Domare: Jonas Eriksson (Sverige) |
| 19:00 UTC−3 | 19:00 UTC−3  |                |                 |                                          | Natal Publik: 39 760 Domare: Jonas Eriksson (Sverige) | Natal Publik: 39 760 Domare: Jonas Eriksson (Sverige) |
| 19:00 UTC−3 | 19:00 UTC−3  |                |                 |                                          | Natal Publik: 39 760 Domare: Jonas Eriksson (Sverige) | Natal Publik: 39 760 Domare: Jonas Eriksson (Sverige) |

| 29          | 21 juni 2014 | Tyskland                           | 2 – 2           | Ghana                           | Castelão                                                  |                                                           |
| 16:00 UTC−3 | 16:00 UTC−3  | Mario Götze 51′ Miroslav Klose 71′ | (0 – 0) Rapport | 54′ André Ayew 63′ Asamoah Gyan | Fortaleza Publik: 59 621 Domare: Sandro Ricci (Brasilien) | Fortaleza Publik: 59 621 Domare: Sandro Ricci (Brasilien) |
| 16:00 UTC−3 | 16:00 UTC−3  |                                    |                 |                                 | Fortaleza Publik: 59 621 Domare: Sandro Ricci (Brasilien) | Fortaleza Publik: 59 621 Domare: Sandro Ricci (Brasilien) |
| 16:00 UTC−3 | 16:00 UTC−3  |                                    |                 |                                 | Fortaleza Publik: 59 621 Domare: Sandro Ricci (Brasilien) | Fortaleza Publik: 59 621 Domare: Sandro Ricci (Brasilien) |

| 30          | 22 juni 2014 | USA                                  | 2 – 2           | Portugal                       | Arena da Amazônia                                       |                                                         |
| 18:00 UTC−4 | 18:00 UTC−4  | Jermaine Jones 64′ Clint Dempsey 81′ | (0 – 1) Rapport | 5′ Nani 90+5′ Silvestre Varela | Manaus Publik: 40 123 Domare: Néstor Pitana (Argentina) | Manaus Publik: 40 123 Domare: Néstor Pitana (Argentina) |
| 18:00 UTC−4 | 18:00 UTC−4  |                                      |                 |                                | Manaus Publik: 40 123 Domare: Néstor Pitana (Argentina) | Manaus Publik: 40 123 Domare: Néstor Pitana (Argentina) |
| 18:00 UTC−4 | 18:00 UTC−4  |                                      |                 |                                | Manaus Publik: 40 123 Domare: Néstor Pitana (Argentina) | Manaus Publik: 40 123 Domare: Néstor Pitana (Argentina) |

| 45          | 26 juni 2014 | USA | 0 – 1           | Tyskland          | Arena Pernambuco                                           |                                                            |
| 13:00 UTC−3 | 13:00 UTC−3  |     | (0 – 0) Rapport | 55′ Thomas Müller | Recife Publik: 41 876 Domare: Ravsjan Irmatov (Uzbekistan) | Recife Publik: 41 876 Domare: Ravsjan Irmatov (Uzbekistan) |
| 13:00 UTC−3 | 13:00 UTC−3  |     |                 |                   | Recife Publik: 41 876 Domare: Ravsjan Irmatov (Uzbekistan) | Recife Publik: 41 876 Domare: Ravsjan Irmatov (Uzbekistan) |
| 13:00 UTC−3 | 13:00 UTC−3  |     |                 |                   | Recife Publik: 41 876 Domare: Ravsjan Irmatov (Uzbekistan) | Recife Publik: 41 876 Domare: Ravsjan Irmatov (Uzbekistan) |

| 46          | 26 juni 2014 | Portugal                                   | 2 – 1           | Ghana            | Estádio Nacional de Brasília                              |                                                           |
| 13:00 UTC−3 | 13:00 UTC−3  | John Boye 31′ (sjm.) Cristiano Ronaldo 80′ | (1 – 0) Rapport | 57′ Asamoah Gyan | Brasília Publik: 67 540 Domare: Nawaf Shukralla (Bahrain) | Brasília Publik: 67 540 Domare: Nawaf Shukralla (Bahrain) |
| 13:00 UTC−3 | 13:00 UTC−3  |                                            |                 |                  | Brasília Publik: 67 540 Domare: Nawaf Shukralla (Bahrain) | Brasília Publik: 67 540 Domare: Nawaf Shukralla (Bahrain) |
| 13:00 UTC−3 | 13:00 UTC−3  |                                            |                 |                  | Brasília Publik: 67 540 Domare: Nawaf Shukralla (Bahrain) | Brasília Publik: 67 540 Domare: Nawaf Shukralla (Bahrain) |

### Grupp H
| Nr | Lag      | S | V | O | F | GM | IM | MS | P |
| -- | -------- | - | - | - | - | -- | -- | -- | - |
| 1  | Belgien  | 3 | 3 | 0 | 0 | 4  | 1  | +3 | 9 |
| 2  | Algeriet | 3 | 1 | 1 | 1 | 6  | 5  | +1 | 4 |
| 3  | Ryssland | 3 | 0 | 2 | 1 | 2  | 3  | −1 | 2 |
| 4  | Sydkorea | 3 | 0 | 1 | 2 | 3  | 6  | −3 | 1 |

| 15          | 17 juni 2014 | Belgien                                 | 2 – 1           | Algeriet                    | Mineirão                                                |                                                         |
| 13:00 UTC−3 | 13:00 UTC−3  | Marouane Fellaini 70′ Dries Mertens 80′ | (0 – 1) Rapport | 25′ (str.) Sofiane Feghouli | Belo Horizonte Domare: Marco Antonio Rodríguez (Mexiko) | Belo Horizonte Domare: Marco Antonio Rodríguez (Mexiko) |
| 13:00 UTC−3 | 13:00 UTC−3  |                                         |                 |                             | Belo Horizonte Domare: Marco Antonio Rodríguez (Mexiko) | Belo Horizonte Domare: Marco Antonio Rodríguez (Mexiko) |
| 13:00 UTC−3 | 13:00 UTC−3  |                                         |                 |                             | Belo Horizonte Domare: Marco Antonio Rodríguez (Mexiko) | Belo Horizonte Domare: Marco Antonio Rodríguez (Mexiko) |

| 16          | 17 juni 2014 | Ryssland                | 1 – 1           | Sydkorea        | Arena Pantanal                                          |                                                         |
| 18:00 UTC−4 | 18:00 UTC−4  | Aleksandr Kerzjakov 74′ | (0 – 0) Rapport | 68′ Lee Keun-ho | Cuiabá Publik: 37 603 Domare: Néstor Pitana (Argentina) | Cuiabá Publik: 37 603 Domare: Néstor Pitana (Argentina) |
| 18:00 UTC−4 | 18:00 UTC−4  |                         |                 |                 | Cuiabá Publik: 37 603 Domare: Néstor Pitana (Argentina) | Cuiabá Publik: 37 603 Domare: Néstor Pitana (Argentina) |
| 18:00 UTC−4 | 18:00 UTC−4  |                         |                 |                 | Cuiabá Publik: 37 603 Domare: Néstor Pitana (Argentina) | Cuiabá Publik: 37 603 Domare: Néstor Pitana (Argentina) |

| 31          | 22 juni 2014 | Belgien          | 1 – 0           | Ryssland | Maracanã                                                     |                                                              |
| 13:00 UTC−3 | 13:00 UTC−3  | Divock Origi 88′ | (0 – 0) Rapport |          | Rio de Janeiro Publik: 73 819 Domare: Felix Brych (Tyskland) | Rio de Janeiro Publik: 73 819 Domare: Felix Brych (Tyskland) |
| 13:00 UTC−3 | 13:00 UTC−3  |                  |                 |          | Rio de Janeiro Publik: 73 819 Domare: Felix Brych (Tyskland) | Rio de Janeiro Publik: 73 819 Domare: Felix Brych (Tyskland) |
| 13:00 UTC−3 | 13:00 UTC−3  |                  |                 |          | Rio de Janeiro Publik: 73 819 Domare: Felix Brych (Tyskland) | Rio de Janeiro Publik: 73 819 Domare: Felix Brych (Tyskland) |

| 32          | 22 juni 2014 | Sydkorea                           | 2 – 4           | Algeriet                                                                        | Estádio Beira-Rio                                            |                                                              |
| 16:00 UTC−3 | 16:00 UTC−3  | Son Heung-min 50′ Koo Ja-Cheol 72′ | (0 – 3) Rapport | 26′ Islam Slimani 28′ Rafik Halliche 38′ Abdelmoumene Djabou 62′ Yacine Brahimi | Porto Alegre Publik: 42 732 Domare: Wilmar Roldán (Colombia) | Porto Alegre Publik: 42 732 Domare: Wilmar Roldán (Colombia) |
| 16:00 UTC−3 | 16:00 UTC−3  |                                    |                 |                                                                                 | Porto Alegre Publik: 42 732 Domare: Wilmar Roldán (Colombia) | Porto Alegre Publik: 42 732 Domare: Wilmar Roldán (Colombia) |
| 16:00 UTC−3 | 16:00 UTC−3  |                                    |                 |                                                                                 | Porto Alegre Publik: 42 732 Domare: Wilmar Roldán (Colombia) | Porto Alegre Publik: 42 732 Domare: Wilmar Roldán (Colombia) |

| 47          | 26 juni 2014 | Sydkorea           | 1 – 0           | Belgien | Arena de São Paulo                                         |                                                            |
| 17:00 UTC−3 | 17:00 UTC−3  | Jan Vertonghen 78′ | (0 – 0) Rapport |         | São Paulo Publik: 61 397 Domare: Ben Williams (Australien) | São Paulo Publik: 61 397 Domare: Ben Williams (Australien) |
| 17:00 UTC−3 | 17:00 UTC−3  |                    |                 |         | São Paulo Publik: 61 397 Domare: Ben Williams (Australien) | São Paulo Publik: 61 397 Domare: Ben Williams (Australien) |
| 17:00 UTC−3 | 17:00 UTC−3  |                    |                 |         | São Paulo Publik: 61 397 Domare: Ben Williams (Australien) | São Paulo Publik: 61 397 Domare: Ben Williams (Australien) |

| 48          | 26 juni 2014 | Algeriet          | 1 – 1           | Ryssland             | Arena da Baixada                                       |                                                        |
| 17:00 UTC−3 | 17:00 UTC−3  | Islam Slimani 60′ | (0 – 1) Rapport | 6′ Aleksandr Kokorin | Curitiba Publik: 39 311 Domare: Cüneyt Çakır (Turkiet) | Curitiba Publik: 39 311 Domare: Cüneyt Çakır (Turkiet) |
| 17:00 UTC−3 | 17:00 UTC−3  |                   |                 |                      | Curitiba Publik: 39 311 Domare: Cüneyt Çakır (Turkiet) | Curitiba Publik: 39 311 Domare: Cüneyt Çakır (Turkiet) |
| 17:00 UTC−3 | 17:00 UTC−3  |                   |                 |                      | Curitiba Publik: 39 311 Domare: Cüneyt Çakır (Turkiet) | Curitiba Publik: 39 311 Domare: Cüneyt Çakır (Turkiet) |

## Slutspel

### Slutspelsträd
|  | Åttondelsfinaler  | Åttondelsfinaler |                      |       | Kvartsfinaler | Kvartsfinaler |         |         | Semifinaler | Semifinaler |  |  | Final | Final |
|  |                   |                  |                      |       |               |               |         |         |             |             |  |  |       |       |
|  | 28 juni           |                  |                      |       |               |               |         |         |             |             |  |  |       |       |
|  |                   |                  |                      |       |               |               |         |         |             |             |  |  |       |       |
|  | Brasilien (str.)  | 1 (3)            |                      |       |               |               |         |         |             |             |  |  |       |       |
|  | Brasilien (str.)  | 1 (3)            | 4 juli               |       |               |               |         |         |             |             |  |  |       |       |
|  | Chile             | 1 (2)            |                      |       |               |               |         |         |             |             |  |  |       |       |
|  | Chile             | 1 (2)            | Brasilien            | 2     |               |               |         |         |             |             |  |  |       |       |
|  | 28 juni           |                  | Brasilien            | 2     |               |               |         |         |             |             |  |  |       |       |
|  |                   | Colombia         | 1                    |       |               |               |         |         |             |             |  |  |       |       |
|  | Colombia          | Colombia         | 1                    | 2     |               |               |         |         |             |             |  |  |       |       |
|  | Colombia          |                  | 8 juli               | 2     |               |               |         |         |             |             |  |  |       |       |
|  | Uruguay           | 0                |                      |       |               |               |         |         |             |             |  |  |       |       |
|  | Uruguay           | 0                | Brasilien            | 1     |               |               |         |         |             |             |  |  |       |       |
|  | 30 juni           |                  | Brasilien            | 1     |               |               |         |         |             |             |  |  |       |       |
|  |                   | Tyskland         | 7                    |       |               |               |         |         |             |             |  |  |       |       |
|  | Frankrike         | Tyskland         | 7                    | 2     |               |               |         |         |             |             |  |  |       |       |
|  | Frankrike         | 4 juli           |                      | 2     |               |               |         |         |             |             |  |  |       |       |
|  | Nigeria           | 0                |                      |       |               |               |         |         |             |             |  |  |       |       |
|  | Nigeria           | 0                | Frankrike            | 0     |               |               |         |         |             |             |  |  |       |       |
|  | 30 juni           |                  | Frankrike            | 0     |               |               |         |         |             |             |  |  |       |       |
|  |                   | Tyskland         | 1                    |       |               |               |         |         |             |             |  |  |       |       |
|  | Tyskland (e.f.)   | Tyskland         | 1                    | 2     |               |               |         |         |             |             |  |  |       |       |
|  | Tyskland (e.f.)   |                  | 13 juli              | 2     |               |               |         |         |             |             |  |  |       |       |
|  | Algeriet          | 1                |                      |       |               |               |         |         |             |             |  |  |       |       |
|  | Algeriet          | 1                | Tyskland (e.f.)      | 1     |               |               |         |         |             |             |  |  |       |       |
|  | 29 juni           |                  | Tyskland (e.f.)      | 1     |               |               |         |         |             |             |  |  |       |       |
|  |                   | Argentina        | 0                    |       |               |               |         |         |             |             |  |  |       |       |
|  | Nederländerna     | Argentina        | 0                    | 2     |               |               |         |         |             |             |  |  |       |       |
|  | Nederländerna     | 5 juli           |                      | 2     |               |               |         |         |             |             |  |  |       |       |
|  | Mexiko            | 1                |                      |       |               |               |         |         |             |             |  |  |       |       |
|  | Mexiko            | 1                | Nederländerna (str.) | 0 (4) |               |               |         |         |             |             |  |  |       |       |
|  | 29 juni           |                  | Nederländerna (str.) | 0 (4) |               |               |         |         |             |             |  |  |       |       |
|  |                   | Costa Rica       | 0 (3)                |       |               |               |         |         |             |             |  |  |       |       |
|  | Costa Rica (str.) | Costa Rica       | 0 (3)                | 1 (5) |               |               |         |         |             |             |  |  |       |       |
|  | Costa Rica (str.) |                  | 9 juli               | 1 (5) |               |               |         |         |             |             |  |  |       |       |
|  | Grekland          | 1 (3)            |                      |       |               |               |         |         |             |             |  |  |       |       |
|  | Grekland          | 1 (3)            | Nederländerna        | 0 (2) |               |               |         |         |             |             |  |  |       |       |
|  | 1 juli            |                  | Nederländerna        | 0 (2) |               |               |         |         |             |             |  |  |       |       |
|  |                   | Argentina        | 0 (4)                |       | Bronsmatch    | Bronsmatch    |         |         |             |             |  |  |       |       |
|  | Argentina (e.f.)  | Argentina        | 0 (4)                | 1     | Bronsmatch    | Bronsmatch    |         |         |             |             |  |  |       |       |
|  | Argentina (e.f.)  | 5 juli           | 5 juli               | 1     |               |               | 12 juli | 12 juli |             |             |  |  |       |       |
|  | Schweiz           | 5 juli           | 5 juli               | 0     |               |               | 12 juli | 12 juli |             |             |  |  |       |       |
|  | Schweiz           | Argentina        | 1                    | 0     | Brasilien     | 0             |         |         |             |             |  |  |       |       |
|  | 1 juli            | Argentina        | 1                    |       | Brasilien     | 0             |         |         |             |             |  |  |       |       |
|  |                   | Belgien          | 0                    |       | Nederländerna | 3             |         |         |             |             |  |  |       |       |
|  | Belgien (e.f.)    | Belgien          | 0                    | 2     | Nederländerna | 3             |         |         |             |             |  |  |       |       |
|  | Belgien (e.f.)    |                  |                      | 2     |               |               |         |         |             |             |  |  |       |       |
|  | USA               | 1                |                      |       |               |               |         |         |             |             |  |  |       |       |
|  | USA               | 1                |                      |       |               |               |         |         |             |             |  |  |       |       |

### Åttondelsfinaler
| 49            | Lördag 28 juni | Brasilien                              | 1 – 1 (e.fl.)              | Chile                                                                      | Estádio Mineirão                                            |                                                             |
| 13:00 (UTC−3) | 13:00 (UTC−3)  | David Luiz 18′                         | (1 – 1) Rapport            | Alexis Sánchez 32′                                                         | Belo Horizonte Publik: 57 714 Domare: Howard Webb (England) | Belo Horizonte Publik: 57 714 Domare: Howard Webb (England) |
| 13:00 (UTC−3) | 13:00 (UTC−3)  |                                        |                            |                                                                            | Belo Horizonte Publik: 57 714 Domare: Howard Webb (England) | Belo Horizonte Publik: 57 714 Domare: Howard Webb (England) |
| 13:00 (UTC−3) | 13:00 (UTC−3)  | David Luiz Willian Marcelo Hulk Neymar | Straffsparksläggning 3 – 2 | Mauricio Pinilla Alexis Sánchez Charles Aránguiz Marcelo Díaz Gonzalo Jara | Belo Horizonte Publik: 57 714 Domare: Howard Webb (England) | Belo Horizonte Publik: 57 714 Domare: Howard Webb (England) |

| 50            | Lördag 28 juni | Colombia                 | 2 – 0           | Uruguay | Estádio do Maracanã                                                 |                                                                     |
| 17:00 (UTC−3) | 17:00 (UTC−3)  | James Rodríguez 28′, 50′ | (1 – 0) Rapport |         | Rio de Janeiro Publik: 73 804 Domare: Björn Kuipers (Nederländerna) | Rio de Janeiro Publik: 73 804 Domare: Björn Kuipers (Nederländerna) |
| 17:00 (UTC−3) | 17:00 (UTC−3)  |                          |                 |         | Rio de Janeiro Publik: 73 804 Domare: Björn Kuipers (Nederländerna) | Rio de Janeiro Publik: 73 804 Domare: Björn Kuipers (Nederländerna) |
| 17:00 (UTC−3) | 17:00 (UTC−3)  |                          |                 |         | Rio de Janeiro Publik: 73 804 Domare: Björn Kuipers (Nederländerna) | Rio de Janeiro Publik: 73 804 Domare: Björn Kuipers (Nederländerna) |

| 51            | Söndag 29 juni | Nederländerna                                        | 2 – 1           | Mexiko                 | Estádio Castelão                                          |                                                           |
| 13:00 (UTC−3) | 13:00 (UTC−3)  | Wesley Sneijder 88′ Klaas-Jan Huntelaar 90+4′ (str.) | (0 – 0) Rapport | Giovani dos Santos 48′ | Fortaleza Publik: 58 817 Domare: Pedro Proença (Portugal) | Fortaleza Publik: 58 817 Domare: Pedro Proença (Portugal) |
| 13:00 (UTC−3) | 13:00 (UTC−3)  |                                                      |                 |                        | Fortaleza Publik: 58 817 Domare: Pedro Proença (Portugal) | Fortaleza Publik: 58 817 Domare: Pedro Proença (Portugal) |
| 13:00 (UTC−3) | 13:00 (UTC−3)  |                                                      |                 |                        | Fortaleza Publik: 58 817 Domare: Pedro Proença (Portugal) | Fortaleza Publik: 58 817 Domare: Pedro Proença (Portugal) |

| 52            | Söndag 29 juni | Costa Rica                          | 1 – 1 (e.fl.)              | Grekland                                   | Arena Pernambuco                                        |                                                         |
| 17:00 (UTC−3) | 17:00 (UTC−3)  | Bryan Ruiz 52′                      | (0 – 0) Rapport            | Sokratis Papastathopoulos 90+1′            | Recife Publik: 41 242 Domare: Ben Williams (Australien) | Recife Publik: 41 242 Domare: Ben Williams (Australien) |
| 17:00 (UTC−3) | 17:00 (UTC−3)  |                                     |                            |                                            | Recife Publik: 41 242 Domare: Ben Williams (Australien) | Recife Publik: 41 242 Domare: Ben Williams (Australien) |
| 17:00 (UTC−3) | 17:00 (UTC−3)  | Borges Ruiz González Campbell Umaña | Straffsparksläggning 5 – 3 | Mitroglou Christodoulopoulos Holebas Gekas | Recife Publik: 41 242 Domare: Ben Williams (Australien) | Recife Publik: 41 242 Domare: Ben Williams (Australien) |

| 53            | Måndag 30 juni | Frankrike                               | 2 – 0           | Nigeria | Estádio Nacional de Brasília                      |                                                   |
| 13:00 (UTC−3) | 13:00 (UTC−3)  | Paul Pogba 79′ Joseph Yobo 90+2′ (sjm.) | (0 – 0) Rapport |         | Brasília Publik: 67 882 Domare: Mark Geiger (USA) | Brasília Publik: 67 882 Domare: Mark Geiger (USA) |
| 13:00 (UTC−3) | 13:00 (UTC−3)  |                                         |                 |         | Brasília Publik: 67 882 Domare: Mark Geiger (USA) | Brasília Publik: 67 882 Domare: Mark Geiger (USA) |
| 13:00 (UTC−3) | 13:00 (UTC−3)  |                                         |                 |         | Brasília Publik: 67 882 Domare: Mark Geiger (USA) | Brasília Publik: 67 882 Domare: Mark Geiger (USA) |

| 54            | Måndag 30 juni | Tyskland                           | 2 – 1 (e.fl.)   | Algeriet                   | Estádio Beira-Rio                                            |                                                              |
| 17:00 (UTC−3) | 17:00 (UTC−3)  | André Schürrle 92′ Mesut Özil 120′ | (0 – 0) Rapport | Abdelmoumene Djabou 120+1′ | Porto Alegre Publik: 43 063 Domare: Sandro Ricci (Brasilien) | Porto Alegre Publik: 43 063 Domare: Sandro Ricci (Brasilien) |
| 17:00 (UTC−3) | 17:00 (UTC−3)  |                                    |                 |                            | Porto Alegre Publik: 43 063 Domare: Sandro Ricci (Brasilien) | Porto Alegre Publik: 43 063 Domare: Sandro Ricci (Brasilien) |
| 17:00 (UTC−3) | 17:00 (UTC−3)  |                                    |                 |                            | Porto Alegre Publik: 43 063 Domare: Sandro Ricci (Brasilien) | Porto Alegre Publik: 43 063 Domare: Sandro Ricci (Brasilien) |

| 55            | Tisdag 1 juli | Argentina           | 1 – 0 (e.fl.)   | Schweiz | Arena de São Paulo                                        |                                                           |
| 13:00 (UTC−3) | 13:00 (UTC−3) | Ángel di María 118′ | (0 – 0) Rapport |         | São Paulo Publik: 63 255 Domare: Jonas Eriksson (Sverige) | São Paulo Publik: 63 255 Domare: Jonas Eriksson (Sverige) |
| 13:00 (UTC−3) | 13:00 (UTC−3) |                     |                 |         | São Paulo Publik: 63 255 Domare: Jonas Eriksson (Sverige) | São Paulo Publik: 63 255 Domare: Jonas Eriksson (Sverige) |
| 13:00 (UTC−3) | 13:00 (UTC−3) |                     |                 |         | São Paulo Publik: 63 255 Domare: Jonas Eriksson (Sverige) | São Paulo Publik: 63 255 Domare: Jonas Eriksson (Sverige) |

| 56            | Tisdag 1 juli | Belgien                                | 2 – 1 (e.fl.)   | USA               | Arena Fonte Nova                                           |                                                            |
| 17:00 (UTC−3) | 17:00 (UTC−3) | Kevin De Bruyne 93′ Romelu Lukaku 105′ | (0 – 0) Rapport | Julian Green 107′ | Salvador Publik: 51 227 Domare: Djamel Haimoudi (Algeriet) | Salvador Publik: 51 227 Domare: Djamel Haimoudi (Algeriet) |
| 17:00 (UTC−3) | 17:00 (UTC−3) |                                        |                 |                   | Salvador Publik: 51 227 Domare: Djamel Haimoudi (Algeriet) | Salvador Publik: 51 227 Domare: Djamel Haimoudi (Algeriet) |
| 17:00 (UTC−3) | 17:00 (UTC−3) |                                        |                 |                   | Salvador Publik: 51 227 Domare: Djamel Haimoudi (Algeriet) | Salvador Publik: 51 227 Domare: Djamel Haimoudi (Algeriet) |

### Kvartsfinaler
| 57            | Fredag 4 juli | Brasilien                      | 2 – 1           | Colombia                   | Estádio Castelão                                                   |                                                                    |
| 17:00 (UTC−3) | 17:00 (UTC−3) | Thiago Silva 7′ David Luiz 69′ | (1 – 0) Rapport | James Rodríguez 80′ (str.) | Fortaleza Publik: 60 342 Domare: Carlos Velasco Carballo (Spanien) | Fortaleza Publik: 60 342 Domare: Carlos Velasco Carballo (Spanien) |
| 17:00 (UTC−3) | 17:00 (UTC−3) |                                |                 |                            | Fortaleza Publik: 60 342 Domare: Carlos Velasco Carballo (Spanien) | Fortaleza Publik: 60 342 Domare: Carlos Velasco Carballo (Spanien) |
| 17:00 (UTC−3) | 17:00 (UTC−3) |                                |                 |                            | Fortaleza Publik: 60 342 Domare: Carlos Velasco Carballo (Spanien) | Fortaleza Publik: 60 342 Domare: Carlos Velasco Carballo (Spanien) |

| 58            | Fredag 4 juli | Frankrike | 0 – 1           | Tyskland         | Estádio do Maracanã                                             |                                                                 |
| 13:00 (UTC−3) | 13:00 (UTC−3) |           | (0 – 1) Rapport | Mats Hummels 12′ | Rio de Janeiro Publik: 74 240 Domare: Néstor Pitana (Argentina) | Rio de Janeiro Publik: 74 240 Domare: Néstor Pitana (Argentina) |
| 13:00 (UTC−3) | 13:00 (UTC−3) |           |                 |                  | Rio de Janeiro Publik: 74 240 Domare: Néstor Pitana (Argentina) | Rio de Janeiro Publik: 74 240 Domare: Néstor Pitana (Argentina) |
| 13:00 (UTC−3) | 13:00 (UTC−3) |           |                 |                  | Rio de Janeiro Publik: 74 240 Domare: Néstor Pitana (Argentina) | Rio de Janeiro Publik: 74 240 Domare: Néstor Pitana (Argentina) |

| 59            | Lördag 5 juli | Nederländerna                                           | 0 – 0 (e.fl.)              | Costa Rica                                                                 | Arena Fonte Nova                                             |                                                              |
| 17:00 (UTC−3) | 17:00 (UTC−3) |                                                         | Rapport                    |                                                                            | Salvador Publik: 51 179 Domare: Ravsjan Irmatov (Uzbekistan) | Salvador Publik: 51 179 Domare: Ravsjan Irmatov (Uzbekistan) |
| 17:00 (UTC−3) | 17:00 (UTC−3) |                                                         |                            |                                                                            | Salvador Publik: 51 179 Domare: Ravsjan Irmatov (Uzbekistan) | Salvador Publik: 51 179 Domare: Ravsjan Irmatov (Uzbekistan) |
| 17:00 (UTC−3) | 17:00 (UTC−3) | Robin van Persie Arjen Robben Wesley Sneijder Dirk Kuyt | Straffsparksläggning 4 – 3 | Celso Borges Bryan Ruiz Giancarlo González Christian Bolaños Michael Umaña | Salvador Publik: 51 179 Domare: Ravsjan Irmatov (Uzbekistan) | Salvador Publik: 51 179 Domare: Ravsjan Irmatov (Uzbekistan) |

| 60            | Lördag 5 juli | Argentina          | 1 – 0           | Belgien | Estádio Nacional de Brasília                             |                                                          |
| 13:00 (UTC−3) | 13:00 (UTC−3) | Gonzalo Higuaín 8′ | (1 – 0) Rapport |         | Brasília Publik: 68 551 Domare: Nicola Rizzoli (Italien) | Brasília Publik: 68 551 Domare: Nicola Rizzoli (Italien) |
| 13:00 (UTC−3) | 13:00 (UTC−3) |                    |                 |         | Brasília Publik: 68 551 Domare: Nicola Rizzoli (Italien) | Brasília Publik: 68 551 Domare: Nicola Rizzoli (Italien) |
| 13:00 (UTC−3) | 13:00 (UTC−3) |                    |                 |         | Brasília Publik: 68 551 Domare: Nicola Rizzoli (Italien) | Brasília Publik: 68 551 Domare: Nicola Rizzoli (Italien) |

### Semifinaler
| 61            | Tisdag 8 juli | Brasilien | 1 – 7           | Tyskland                                                                                          | Estádio Mineirão                                                       |                                                                        |
| 17:00 (UTC−3) | 17:00 (UTC−3) | Oscar 90′ | (0 – 5) Rapport | Thomas Müller 11′ Miroslav Klose 23′ Toni Kroos 24′, 26′ Sami Khedira 29′ André Schürrle 69′, 79′ | Belo Horizonte Publik: 58 141 Domare: Marco Antonio Rodríguez (Mexiko) | Belo Horizonte Publik: 58 141 Domare: Marco Antonio Rodríguez (Mexiko) |
| 17:00 (UTC−3) | 17:00 (UTC−3) |           |                 |                                                                                                   | Belo Horizonte Publik: 58 141 Domare: Marco Antonio Rodríguez (Mexiko) | Belo Horizonte Publik: 58 141 Domare: Marco Antonio Rodríguez (Mexiko) |
| 17:00 (UTC−3) | 17:00 (UTC−3) |           |                 |                                                                                                   | Belo Horizonte Publik: 58 141 Domare: Marco Antonio Rodríguez (Mexiko) | Belo Horizonte Publik: 58 141 Domare: Marco Antonio Rodríguez (Mexiko) |

| 62            | Onsdag 9 juli | Nederländerna                                    | 0 – 0 (e.fl.)              | Argentina                                                | Arena de São Paulo                                      |                                                         |
| 17:00 (UTC−3) | 17:00 (UTC−3) |                                                  | Rapport                    |                                                          | São Paulo Publik: 63 267 Domare: Cüneyt Çakır (Turkiet) | São Paulo Publik: 63 267 Domare: Cüneyt Çakır (Turkiet) |
| 17:00 (UTC−3) | 17:00 (UTC−3) |                                                  |                            |                                                          | São Paulo Publik: 63 267 Domare: Cüneyt Çakır (Turkiet) | São Paulo Publik: 63 267 Domare: Cüneyt Çakır (Turkiet) |
| 17:00 (UTC−3) | 17:00 (UTC−3) | Ron Vlaar Arjen Robben Wesley Sneijder Dirk Kuyt | Straffsparksläggning 2 – 4 | Lionel Messi Ezequiel Garay Sergio Agüero Maxi Rodríguez | São Paulo Publik: 63 267 Domare: Cüneyt Çakır (Turkiet) | São Paulo Publik: 63 267 Domare: Cüneyt Çakır (Turkiet) |

### Bronsmatch
| 63            | Lördag 12 juli | Brasilien | 0 – 3           | Nederländerna                                                        | Estádio Nacional de Brasília                               |                                                            |
| 17:00 (UTC−3) | 17:00 (UTC−3)  |           | (0 – 2) Rapport | Robin van Persie 3′ (str.) Daley Blind 17′ Georginio Wijnaldum 90+1′ | Brasília Publik: 68 034 Domare: Djamel Haimoudi (Algeriet) | Brasília Publik: 68 034 Domare: Djamel Haimoudi (Algeriet) |
| 17:00 (UTC−3) | 17:00 (UTC−3)  |           |                 |                                                                      | Brasília Publik: 68 034 Domare: Djamel Haimoudi (Algeriet) | Brasília Publik: 68 034 Domare: Djamel Haimoudi (Algeriet) |
| 17:00 (UTC−3) | 17:00 (UTC−3)  |           |                 |                                                                      | Brasília Publik: 68 034 Domare: Djamel Haimoudi (Algeriet) | Brasília Publik: 68 034 Domare: Djamel Haimoudi (Algeriet) |

### Final
| 64            | Söndag 13 juli | Tyskland         | 1 – 0 (e.fl.)   | Argentina | Estádio do Maracanã                                            |                                                                |
| 16:00 (UTC−3) | 16:00 (UTC−3)  | Mario Götze 113′ | (0 – 0) Rapport |           | Rio de Janeiro Publik: 74 738 Domare: Nicola Rizzoli (Italien) | Rio de Janeiro Publik: 74 738 Domare: Nicola Rizzoli (Italien) |
| 16:00 (UTC−3) | 16:00 (UTC−3)  |                  |                 |           | Rio de Janeiro Publik: 74 738 Domare: Nicola Rizzoli (Italien) | Rio de Janeiro Publik: 74 738 Domare: Nicola Rizzoli (Italien) |
| 16:00 (UTC−3) | 16:00 (UTC−3)  |                  |                 |           | Rio de Janeiro Publik: 74 738 Domare: Nicola Rizzoli (Italien) | Rio de Janeiro Publik: 74 738 Domare: Nicola Rizzoli (Italien) |

## Statistik

### Målskyttar
6 mål
- James Rodríguez

5 mål
- Thomas Müller

4 mål
- Lionel Messi
- Neymar[a]
- Robin van Persie

3 mål
- Enner Valencia
- Karim Benzema
- Arjen Robben
- Xherdan Shaqiri
- André Schürrle

2 mål
- Abdelmoumene Djabou
- Islam Slimani
- Tim Cahill
- David Luiz
- Oscar
- Alexis Sánchez
- Jackson Martínez
- Bryan Ruiz
- Wilfried Bony
- Gervinho
- André Ayew
- Asamoah Gyan
- Mario Mandžukić
- Ivan Perišić
- Memphis Depay
- Ahmed Musa
- Mats Hummels
- Miroslav Klose
- Mario Götze
- Toni Kroos
- Clint Dempsey
- Luis Suárez[b]

1 mål
- Yacine Brahimi
- Sofiane Feghouli
- Rafik Halliche
- Gonzalo Higuaín
- Ángel di María
- Marcos Rojo
- Mile Jedinak
- Kevin De Bruyne
- Marouane Fellaini
- Romelu Lukaku
- Dries Mertens
- Divock Origi
- Jan Vertonghen
- Edin Džeko
- Vedad Ibišević
- Miralem Pjanić
- Avdija Vršajević
- Fernandinho
- Fred
- Thiago Silva
- Charles Aránguiz
- Jean Beausejour
- Jorge Valdivia
- Eduardo Vargas
- Pablo Armero
- Juan Cuadrado
- Teófilo Gutiérrez
- Juan Quintero
- Joel Campbell
- Óscar Duarte
- Marco Ureña
- Ivica Olić
- Wayne Rooney
- Daniel Sturridge
- Olivier Giroud
- Blaise Matuidi
- Paul Pogba
- Moussa Sissoko
- Mathieu Valbuena
- Sokratis Papastathopoulos
- Georgios Samaras
- Andreas Samaris
- Carlo Costly
- Reza Ghoochannejhad
- Mario Balotelli
- Claudio Marchisio
- Keisuke Honda
- Shinji Okazaki
- Joël Matip
- Giovani dos Santos
- Andrés Guardado
- Javier Hernández
- Rafael Márquez
- Oribe Peralta
- Daley Blind
- Stefan de Vrij
- Leroy Fer
- Klaas-Jan Huntelaar
- Wesley Sneijder
- Georginio Wijnaldum
- Peter Odemwingie
- Nani
- Cristiano Ronaldo
- Silvestre Varela
- Aleksandr Kerzjakov
- Aleksandr Kokorin
- Blerim Džemaili
- Admir Mehmedi
- Haris Seferović
- Granit Xhaka
- Xabi Alonso
- Juan Mata
- Fernando Torres
- David Villa
- Koo Ja-cheol
- Lee Keun-ho
- Son Heung-min
- Sami Khedira
- Mesut Özil
- John Brooks
- Julian Green
- Jermaine Jones
- Edinson Cavani
- Diego Godín

Självmål
- Sead Kolašinac (mot Argentina)
- Marcelo (mot Kroatien)
- John Boye (mot Portugal)
- Noel Valladares (mot Frankrike)
- Joseph Yobo (mot Frankrike)

Anmärkningar
1. ↑  Fraktur på ryggkota under kvartsfinalen mot Colombia.
2. ↑  Avstängd av FIFA efter gruppspelet.

### Utmärkelser
Utmärkelserna vid VM delades ut till landslag och individuella spelare efter mästerskapets slut. Ärligt Spel-priset kunde enbart delas ut till ett av de 16 lagen som kvalificerade till utslagsspelet.
| • Guldbollen (bästa spelare)   | Lionel Messi                   |
| • Guldskon (flest mål)         | James Rodríguez (6 mål)        |
| • Guldhandsken (bästa målvakt) | Manuel Neuer                   |
| • Bästa Unga Spelare           | Paul Pogba (född 15 mars 1993) |
| • Ärligt Spel-pris (Fair Play) | Colombia                       |

#### All-star-lag
| Müller Robben RodríguezLahm KroosOscar De VrijThiago Silva HummelsRojo Neuer | Castrol-indexet användes för att bygga ett all-star-lag. Trots att Lionel Messi vann priset för turneringens bästa spelare, blev hans ackumulerade poängmängd ej tillräckligt för att hamna i All-star-laget. Tysken Toni Kroos ackumulerade flest poäng i Castrol-indexet. Notera att uppställningen nedan ej listar de 11 bästa spelarna enligt Castrol-indexet; Karim Benzema hamnade på 6:e plats med 9,6 poäng, men blev ej inkluderad i laget då anfallarna Arjen Robben och Thomas Müller (plats 2 respektive plats 5) upptog de två anfallsplatserna i laget, som ställdes upp med det klassiska spelsystemet 4–4–2. De 10 spelare med flest antal poäng enligt Castrol-indexet var; 1. Toni Kroos, Tyskland (9,79) 2. Arjen Robben, Nederländerna (9,74) 3. Stefan de Vrij, Nederländerna (9,7) 4. Mats Hummels, Tyskland (9,66) 5. Thomas Müller, Tyskland (9,63) 6. Karim Benzema, Frankrike (9,6) 7. Oscar, Brasilien (9,57) 8. Thiago Silva, Brasilien (9,54) 9. Marcos Rojo, Argentina (9,51) 10. Ron Vlaar, Nederländerna (9,48) |

## Källhänvisningar
1. ↑  ”Sveriges Radio”. 30 oktober 2007. http://sverigesradio.se/sida/artikel.aspx?programid=179&artikel=1688255. Läst 27 juni 2011.
2. ↑  ”Svenska Dagbladet”. 20 januari 2006. http://www.dn.se/sport/fotboll/allt-du-behover-veta-om-brasilien. Läst 27 juni 2011.
3. ↑  ”Sundsvalls Tidning”. 12 april 2006. Arkiverad från originalet den 12 februari 2012. https://web.archive.org/web/20120212052038/http://st.nu/sport/1.710939-colombia-drar-tillbaka-vm-ansokan?m=print. Läst 27 juni 2011.
4. ↑  "Fotbollsvm.se" så rankas lagen inför VM
5. ↑  ”Brazil 2014 host cities confirmed” (på engelska). FIFA. 31 maj 2009. Arkiverad från originalet den 11 juni 2009. https://web.archive.org/web/20090611152232/http://www.fifa.com/aboutfifa/federation/bodies/media/newsid=1064818.html#brazil+2014+host+cities+confirmed. Läst 17 juni 2010.
6. ↑  ”Estadio Do Maracana, Rio de Janeiro”. FIFA.com. 18 januari 2012. Arkiverad från originalet den 19 juni 2014. http://web.archive.org/web/20140619130200/http://www.fifa.com/worldcup/destination/stadiums/stadium=214/index.html. Läst 20 juni 2014.
7. ↑  ”Estadio Nacional de Brasilia, Brasilia”. FIFA.com. 18 januari 2012. Arkiverad från originalet den 19 juni 2014. http://web.archive.org/web/20140619130225/http://www.fifa.com/worldcup/destination/stadiums/stadium=5002284/index.html. Läst 20 juni 2014.
8. ↑  ”Arena de Sao Paulo, Sao Paulo”. FIFA.com. 18 januari 2012. Arkiverad från originalet den 19 juni 2014. http://web.archive.org/web/20140619130627/http://www.fifa.com/worldcup/destination/stadiums/stadium=5025136/index.html. Läst 20 juni 2014.
9. ↑  ”Estadio Castelao, Fortaleza”. FIFA.com. 18 januari 2012. Arkiverad från originalet den 19 juni 2014. http://web.archive.org/web/20140619130302/http://www.fifa.com/worldcup/destination/stadiums/stadium=5025114/index.html. Läst 20 juni 2014.
10. ↑  ”Estadio Mineirao, Belo Horizonte”. FIFA.com. 18 januari 2012. Arkiverad från originalet den 19 juni 2014. http://web.archive.org/web/20140619130018/http://www.fifa.com/worldcup/destination/stadiums/stadium=771/index.html. Läst 20 juni 2014.
11. ↑  ”Estadio Beira-Rio, Porto Alegre”. FIFA.com. 18 januari 2012. Arkiverad från originalet den 19 juni 2014. http://web.archive.org/web/20140619130336/http://www.fifa.com/worldcup/destination/stadiums/stadium=5002148/index.html. Läst 20 juni 2014.
12. ↑  ”Arena Fonte Nova, Salvador”. FIFA.com. 18 januari 2012. Arkiverad från originalet den 19 juni 2014. http://web.archive.org/web/20140619130408/http://www.fifa.com/worldcup/destination/stadiums/stadium=5002308/index.html. Läst 20 juni 2014.
13. ↑  ”Arena Pernambuco, Recife”. FIFA.com. 18 januari 2012. Arkiverad från originalet den 19 juni 2014. http://web.archive.org/web/20140619130554/http://www.fifa.com/worldcup/destination/stadiums/stadium=5025134/index.html. Läst 20 juni 2014.
14. ↑  ”Arena Pantanal, Cuiaba”. FIFA.com. 18 januari 2012. Arkiverad från originalet den 19 juni 2014. http://web.archive.org/web/20140619130446/http://www.fifa.com/worldcup/destination/stadiums/stadium=5025112/index.html. Läst 20 juni 2014.
15. ↑  ”Arena Amazonia, Manaus”. FIFA.com. 18 januari 2012. Arkiverad från originalet den 19 juni 2014. http://web.archive.org/web/20140619130516/http://www.fifa.com/worldcup/destination/stadiums/stadium=5007289/index.html. Läst 20 juni 2014.
16. ↑  ”Estadio das Dunas, Natal”. FIFA.com. 18 januari 2012. Arkiverad från originalet den 19 juni 2014. http://web.archive.org/web/20140619130131/http://www.fifa.com/worldcup/destination/stadiums/stadium=5025116/index.html. Läst 20 juni 2014.
17. ↑  ”Arena da Baixada, Curitiba”. FIFA.com. 18 januari 2012. Arkiverad från originalet den 19 juni 2014. http://web.archive.org/web/20140619130056/http://www.fifa.com/worldcup/destination/stadiums/stadium=5025132/index.html. Läst 20 juni 2014.
18. ↑  ”Referees & Assistant referees for the 2014 FIFA World Cup” (PDF). Fifa.com. 14 januari 2014. Arkiverad från originalet den 16 januari 2014. https://web.archive.org/web/20140116084943/http://www.fifa.com/mm/document/tournament/competition/02/26/13/55/2014fwcrefereesselected_neutral.pdf. Läst 21 juni 2014.
19. ↑  ”World Cup 2014: Vanishing spray used for first time at tournament”. Bbc.com. 12 juni 2014. http://www.bbc.com/sport/0/football/27827042. Läst 18 juni 2014.
20. ↑  ”Regulations – FIFA World Cup Brazil 2014”. FIFA.com. Arkiverad från originalet den 24 september 2015. https://web.archive.org/web/20150924183629/http://www.fifa.com/mm/document/tournament/competition/01/47/38/17/regulationsfwcbrazil2014_en.pdf. Läst 22 november 2013.
21. ↑  "Tie-breaker rules in the Group Stage of the 2014 World Cup in Brazil". Conmebol.com. Läst 19 juni 2014. (engelska)
22. ↑  ”Match schedule for 2014 FIFA World Cup™ unveiled”. fifa.com. 20 oktober 2011. Arkiverad från originalet den 20 mars 2014. https://web.archive.org/web/20140320115717/http://www.fifa.com/worldcup/news/newsid=1529755/index.html. Läst 22 november 2013.
23. ↑  ”FIFA Executive Committee approves kick-off times for Brazil 2014”. fifa.com. 27 september 2012. Arkiverad från originalet den 8 juli 2014. https://web.archive.org/web/20140708194330/http://www.fifa.com/worldcup/news/newsid=1709606/index.html. Läst 22 november 2013.
24. ↑  "Matches". Arkiverad 17 maj 2019 hämtat från the Wayback Machine. Fifa.com. Läst 14 juni 2014. (engelska)
25. 1 2  "Match Schedule". Arkiverad 16 juni 2014 hämtat från the Wayback Machine. Fifa.com. Läst 14 juni 2014. (engelska)
26. ↑  ”Awards” (på engelska). Fifa.com. Arkiverad från originalet den 9 oktober 2015. https://web.archive.org/web/20151009020039/http://www.fifa.com/worldcup/archive/brazil2014/awards/index.html. Läst 10 oktober 2015.
27. 1 2  ”Kroos finishes up top of Castrol standings” (på engelska). Fifa.com. 14 juli 2014. Arkiverad från originalet den 7 december 2014. https://web.archive.org/web/20141207043104/http://www.fifa.com/worldcup/news/y%3D2014/m%3D7/news%3Dkroos-finishes-up-top-of-castrol-standings-2405228.html. Läst 11 oktober 2015.